# Julius Döpfner
Julius August kardinál Döpfner (26. srpna 1913 Hausen u Bad Kissingenu – 24. července 1976 Mnichov) byl německý kněz a představitel římskokatolické církve. Byl biskupem ve Würzburgu a Berlíně, arcibiskupem v Mnichově a Freisingu a od roku 1958 kardinálem římskokatolické církve. Stal se „jednou z nejvlivnějších osobností katolické církve“ během Druhého vatikánského koncilu v letech 1962–1965. Byl ve svých postojích považován za liberála, kritizoval „zastaralé formy“ církve a její „odpor vůči myšlenkám, formám a možnostem, kterým možná patří budoucnost, a často považujeme za nemožné to, co se nakonec projeví jako legitimní forma křesťanství“. Hluboce se zabýval otázkou kontroly porodnosti a působil jako spoluzastupitel ve vatikánské komisi pro studium témat manželství, rodiny a regulace porodnosti. Podporoval také ekumenismus. Často byl označován za papabile, zemřel však ve věku 62 let v mnichovské arcibiskupské rezidenci. Pohřben je v mnichovském Frauenkirche.

## Původ a vzdělání

### Rodinné zázemí
Narodil se jako čtvrté z pěti dětí domácímu sluhovi Juliu Matthäusovi Döpfnerovi (1876–1923) a jeho ženě Marii Döpfnerové, rozené Büttnerové (1875–1934) v Hausenu u Bad Kissingenu (Dolní Franky) do chudobné rodiny rýnských sedláků a vyrůstal ve velmi skromných poměrech. Döpfnerovými sourozenci byli Maria Anna Döpfnerová, provdaná Metzová (1905–1983), Otto Joseph Döpfner (1909–1979) a Paul Alfons (1919–2007). Manželům Döpfnerovým se v roce 1906 narodil také syn (rovněž jménem Julius), který však následujícího roku zemřel.

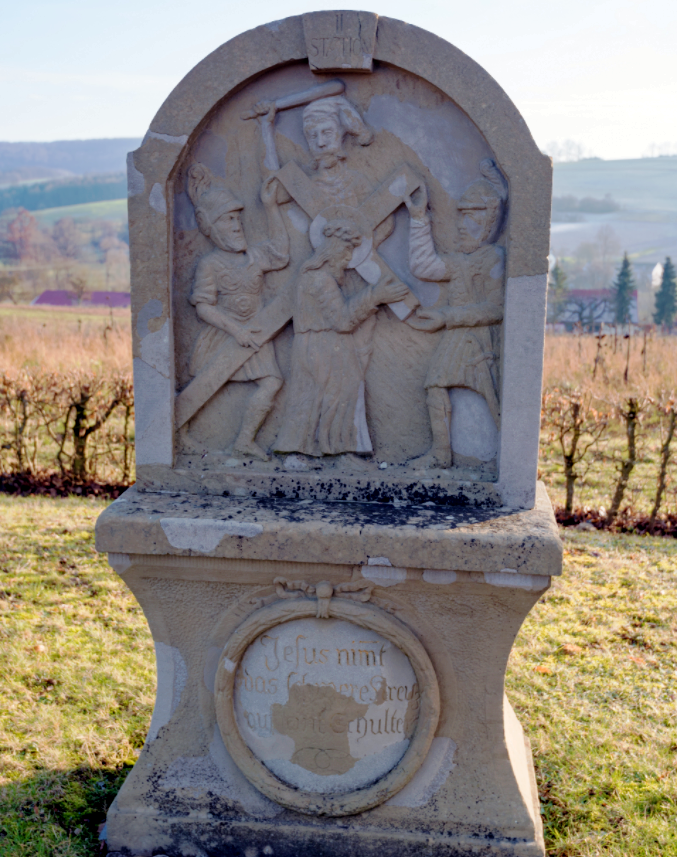
Druhé zastavení křížové cesty v Hausenu

Döpfner popisuje svého otce jako ušlechtilého a hluboce věřícího člověka a matku jako „silnou ženu, která se jako vdova obětavě starala o své děti.“ Když jeho otec Julius Matthäus Döpfner 11. listopadu 1923 zemřel v důsledku operace břicha, slíbil prý na smrtelné posteli hausenskému kaplanovi Augustu Martinovi, že malému Juliovi umožní stát se knězem, o čemž jeho matka Marie zřejmě nic nevěděla. Matka Marie byla sestrou tesaře z Hausenu. Vedla si rozsáhlý deník, v němž 15. února 1927 popsala chudobu rodiny a časté nemoci své i svého manžela. Jak Döpfner zpětně poznamenal, v jeho jinak šťastném a nezapomenutelném dětství byla určitá vážnost prožitku. Náboženské zkušenosti v rodičovském domě, farnosti a diecézi označil za formující.
Druhé zastavení („Ježíš bere kříž na ramena“) křížové cesty, která vedla přes vesnici na hřbitov, se nacházelo před Döpfnerovým rodným domem (dnes se křížová cesta nachází celá na hřbitově v Hausenu). Krátce před svou smrtí poskytl Döpfner 11. června 1976 bavorskému rozhlasu rozhovor nazvaný Meine fränkischen Jahre (Moje franská léta), v němž předpokládal, že ho toto zastavení křížové cesty přinejmenším nevědomky inspirovalo k volbě jeho biskupského hesla „Praedicamus Crucifixum“ – 1Kor 1, 23 (Kral, ČEP): „Hlásáme Ukřižovaného“. Döpfnerův rodný dům byl později zbourán a nahrazen novou budovou (Kardinal-Döpfner-Straße 27).

### Školní dny
Na radu místního kaplana Martina a svých učitelů byl v roce 1924 poslán na augustiniánské gymnázium v Münnerstadtu. Desetiletý chlapec šel pěšky z Hausenu do Münnerstadtu, aby složil přijímací zkoušky, a uspěl. Navzdory špatným podmínkám, v nichž vyrůstal, přinášel domů dobré známky. V roce 1924 nastoupil na augustiniánské gymnázium v Münnerstadtu. V roce 1925 kvůli své touze stát se knězem přestoupil do biskupského chlapeckého semináře Kilianeum ve Würzburgu a v roce 1933 odmaturoval jako nejlepší žák třídy na gymnáziu na Rennweger Ring. Již jeho maturitní projev byl kritický vůči národním socialistům, kteří se měsíc předtím dostali k moci. Učitel Josef Borst, třídní učitel Döpfnerovy maturitní třídy, se cítil nucen Döpfnerův maturitní projev zmírnit. Jeho teologickou a pastorační orientaci na Kilianeu silně ovlivnil regenschori Kilián Josef Meisenzahl. Prostřednictvím Meisenzahla se Döpfner seznámil s učením kontroverzního würzburského teologa Hermana Schella, jehož osobnost na Döpfnera zapůsobila. V této době začala mezi Döpfnerem a jeho přítelem ze školy Georgem Angermaierem podrobná korespondence, která trvala od roku 1932 do roku 1944 a v níž Döpfner podrobně popsal své teologické názory.

## Studium

### Würzburg
V říjnu 1933, když byl würzburgském semináři, začal studovat teologii na univerzitě ve Würzburgu. Studoval církevní dějiny u Sebastiana Merkleho, přítele Hermana Schella, a také filozofii u Hanse Meyera a soukromého docenta Hanse Pfeila, odpůrce náboženských proudů národního socialismu. Zde se Döpfner stal také členem katolického studentského bratrstva K. St. Normannia Würzburg v KV (Kartellverband katholischer deutscher Studentenvereine). 

### Germanicum v Římě
Po jednom semestru přešel na stipendijní pobyt na papežskou německo-maďarskou kolej Collegium Germanicum Papežské gregoriánské univerzity v Římě. Na Germanicu jej ovlivnil zejména jezuita Ivo Zeiger. Döpfner kritizoval jezuitský styl vedení, který spočíval v uniformitě a subordinaci; byl přesvědčen, že v moderním světě budou důležité sebevědomé individuální osobnosti. Jeho vnější odpor ke studijním podmínkám na Germanicu opadl se smrtí matky v roce 1934. Jak napsal svému příteli ze studií Angermaierovi, elementární pouto k rodičovskému domovu doma bylo nyní přerušeno, „aniž by nekonečně něžná láska k tomuto kořeni utrpěla nebo uvadla“. Mimo jiné to byla ochota rodiny přinášet finanční oběti, která ho přiměla cítit se zavázaným dokončit studia navzdory všem výhradám. Své konflikty s Germanicem kompenzoval svým vztahem k vlasti a láskou k přírodě. Až do svého působení ve funkci kardinála chodil na túry do hor a k moři a trávil dovolenou v rodném Hausenu. Napsal také řadu dopisů svému příteli, hausenskému faráři Karlu Hockgeigerovi, v nichž podrobně popsal svůj pobyt na Germanicu. Během studií si vědomě stál za svým rozhodnutím stát se knězem – nechtěl však být jen „vědeckým“ knězem, ale „hluboce vzdělaným“ knězem, který se bude podílet na své práci také na lidské, kněžské a organizační úrovni.

## Kněz
Svátost kněžského svěcení přijal 29. října 1939 v kostele Il Gesù v Římě z rukou budoucího kuriálního kardinála Luigiho Traglia. Dne 1. listopadu 1939 sloužil v témže kostele svou první mši svatou u oltáře hrobu Ignáce z Loyoly. Jako svůj první obraz si vybral výňatky z Isenheimského oltářního obrazu od Matthiase Grünewalda a jako své pozdější biskupské heslo „Praedicamus crucifixum“. Dne 7. července 1940 slavil v Hausenu svou domácí primici, jak bylo oznámeno v místním deníku Saale-Zeitung 6. července 1940. Přijetí se konalo před klášterní stodolou kláštera Hausen. V roce 1941 získal doktorát teologie za disertační práci Natur und Übernatur (Přirozené a nadpřirozené) pod vedením Johna Henryho Newmana.
V letech 1941–1944 byl kaplanem v Großwallstadtu, Schweinfurtu a Gochsheimu. Velmi důležitá pro něj byla pastorační péče v přímém kontaktu s věřícími. V letech 1944–1945 byl prefektem biskupského chlapeckého semináře Kilianeum ve Würzburgu. V roce 1945 byl jmenován subrektorem (subregens) würzburského semináře. Jako subrektor se Döpfner také osobně staral o studenty, kteří trpěli válečnými zážitky. Na nabídku děkana fakulty habilitovat se reagoval s hrdostí, protože, jak řekl, cesta k profesuře nebyla pro bývalé německé vědce snadno otevřená. Dne 16. března 1945 se stal svědkem náletu na Würzburg; všechen jeho majetek shořel. Osobně pomáhal při vyklízení a zásoboval obyvatelstvo potravinami. Po vpádu Američanů vyjednával s okupačními silami.

## Würzburský biskup (1948–1957)

### Biskup

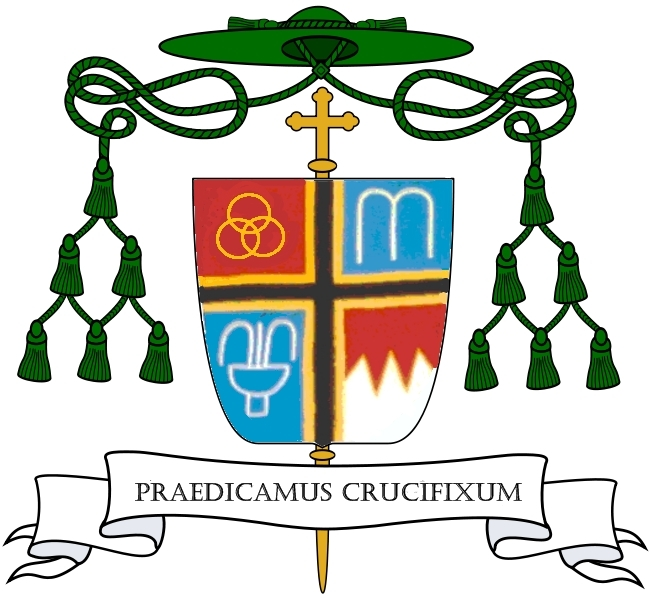
Döpfnerův erb jako würzburského biskupa

10. srpna 1948 jmenoval papež Pius XII. Döpfnera nástupcem Matthiase Ehrenfrieda, který zemřel 30. května 1948, ve funkci würzburského biskupa. Proslýchalo se, že rozhodnutí ovlivnil jezuitský kněz Ivo Zeiger, bývalý Döpfnerův rektor na Germanicu. Svěcení bamberským arcibiskupem Josefem Otto Kolbem 14. října 1948 se konalo ve würzburském kolegiátním kostele v Neumünsteru, protože würzburská katedrála byla ještě v březnu 1945 zničena bombardováním. Spolusvětiteli byli tehdejší eichstättský biskup a pozdější kuriální kardinál Joseph Schröffer a bamberský pomocný biskup Artur Michael Landgraf. Ve svých 35 letech byl nejmladším katolickým biskupem v Evropě. Jeho biskupské heslo znělo: Praedicamus crucifixum (Hlásáme [Krista,] Ukřižovaného) a je převzato z 1. listu Korintským – 1Kor 1, 23 (Kral, ČEP). Při své zahajovací bohoslužbě v kostele svatého Kříže zdůraznil svou náklonnost k vlasti a ke svým franským krajanům. Ve svém prvním pastýřském listu z 24. října 1948 Döpfner zdůvodnil volbu svého biskupského hesla jako odpověď na rostoucí počet lidí, kteří sešli z křesťanské cesty; zároveň chtěl být prvním nositelem kříže v diecézi. Protože biskupský palác byl zničen při bombardování Würzburgu 16. března 1945, bydlel Döpfner zpočátku v klášteře sester Služebnic svatého Ježíšova dětství v Oberzellu.
Když se vdovec Robert Schwab, internista a vedoucí lékař Juliusspital ve Würzburgu, v roce 1948 oženil s „protestantkou“, Döpfnerovi se tento „smrtelný hřích“ osobně nelíbil. V roce 1952 Döpfner titulu své z funkce biskupa exkomunikoval pozdějšího církevního kritika Karlheinze Deschnera, protože se oženil s rozvedenou ženou. Na velké akci pořádané ADAC a Německou katolickou mládeží ve Würzburgu 19. července 1953 na počest svatého Kryštofa požehnal více než 1 000 automobilů a motocyklů a následně až do své smrti vedl kampaň za ekumenické hnutí. Döpfnerem organizovaná diecézní synoda se konala od 11. do 14. října 1954.

### Rekonstrukce Würzburgu („Bytová výstavba je stavbou katedrály“)
Funkční období Julia Döpfnera začalo ve zcela zničeném městě, v němž na konci války žilo už jen asi 53 000 lidí. V celých Dolních Frankách bylo potřeba 394 000 lidí a ještě v roce 1950 chybělo 80 000 bytů. 6. ledna 1949 bylo proto pod vedením biskupa Döpfnera a na výzvu ředitele Caritas Roberta Kümmerta rozhodnuto o rozpuštění Würzburské bytové pomoci a založení družstva v podobě St Bruno-Werk. Bylo pojmenováno po svatém Brunovi z Würzburgu. Döpfnerovo motto projektu znělo: „Bytová výstavba je stavbou katedrály, péče o bydlení je pastorační péčí, a tedy starostí srdce vašeho biskupa.“ Motto „Bytová výstavba je stavbou katedrály“ kritizoval mimo jiné kardinál Michael von Faulhaber. Při příležitosti Döpfnerových 40. narozenin v roce 1953 ocenily Döpfnerovo úsilí würzburské katolické nedělní noviny. Do Döpfnerova odchodu do Berlína v roce 1957 bylo v rámci díla svatého Bruna postaveno více než 2 000 bytů. V roce 1958 bylo Döpfnerovi uděleno čestné občanství města Bad Kissingenu za zásluhy o sociální bydlení (St.-Bruno-Werk).
Kromě toho se věnoval obnově zničených kostelů jak ve Würzburgu (kde zůstala nepoškozena pouze kaple Panny Marie), tak i v ostatních částech würzburské diecéze. Během jeho působení bylo obnoveno 48 kostelů a postaveno 43 nových kostelů. V roce 1948 jmenoval do čela biskupského stavebního úřadu stavebního mistra Hanse Schädela. Za Schädela byl jako první přestavěn kostel svatého Vavřince ve Würzburgu/Heidingsfeldu. Následovaly kostely v Kleinostheimu a Stockstadtu. Nově byl postaven farní kostel svatého Antona ve Schweinfurtu a vesnický kostel ve Frankenheimu/Rhönu, farní kostel Niederwerrn. Kiliána ve Schweinfurtu, kostel Nejsvětější Trojice v Gemündenu nad Mohanem, kaple v Eltmannu a farní a klášterní kostel svatého Alfonse ve Würzburgu byly přestavěny. Rozšířen byl poutní kostel v Hessenthalu, farní kostel v Kleinheubachu a kostel Svaté rodiny ve Würzburgu-Heidingsfeldu. 
S pomocí dalších architektů byly postaveny nové kostely, například kostel svatého Josefa ve Schweinfurtu-Oberndorfu (Fritz Lill z Kolína nad Rýnem), kostel svaté Alžběty ve Würzburgu-Zellerau (Michael Niedermeier z Würzburgu) a Maria Hilf ve Schweinfurtu (Peter Krammer ze Schweinfurtu).
Všechny obnovené i nové kostely vysvětil osobně. Zvláště blízká mu byla rekonstrukce würzburského dómu. Pod jeho vedením byla zřízena speciálně jmenovaná komise pro stavbu katedrály. Nechtěl, aby katedrála byla přestavěna jako muzeum, ale jako bohoslužebný dům živé církve, a nevědomky tak předjímal názor Druhého vatikánského koncilu. Ve stejném duchu chtěl překonat v církevní koncepci oddělenost kněze vykonávajícího liturgii od nezúčastněného shromáždění. 

### Posílení víry a kontakt s věřícími
Věřil, že poznal, že stále více věřících se musí vědomě rozhodnout pro svou víru. Podle jeho názoru je proto nutné, aby se církev více zaměřila na laický apoštolát. Z tohoto důvodu byla na Döpfnerovo výslovné přání 27. září 1950 založena Würzburská katedrální škola (Domschule Würzburg) jako akademie pro vzdělávání dospělých ve würzburské diecézi. Katedrální škola se vyvinula ve vzor pro mnoho dalších diecézí. Laici měli být povzbuzováni ke spoluzodpovědnosti a spolupráci prohlubováním svých znalostí víry. Program katedrální školy navrhl osobně Döpfner. Stejně blízká byla Döpfnerovi i práce kněží. Z tohoto důvodu uspořádal několik – hojně navštěvovaných – exercicií. Také podporoval práci s mládeží, a proto podle svých možností podporoval Německý katolický svaz mládeže (Bund der Deutschen Katholischen Jugend, BDKJ). Když v roce 1955 přešel klášter Volkersberg do vlastnictví diecéze Würzburg, byl přeměněn na vzdělávací a výchovné centrum pro katolickou mládež. Vyhledával přímý kontakt s lidmi a kázal sportovcům, dělníkům, zemědělcům a vinařům. V diskusích o sociální otázce se zasazoval o neděli bez práce a proti nelegální práci. Ještě předtím, než se v roce 1953 stal zástupcem biskupské konference ve Fuldě pro uprchlíky a vysídlence, se vyslovoval pro zlepšení situace uprchlíků a vysídlenců. 
Döpfnerovi byl blízký i děkanát Meiningen, který patřil k Durynsku, a tedy k území bývalé NDR, a v té době byl součástí diecéze Würzburg. Politické poměry ztěžovaly péči o věřící, kteří zde žili. Döpfnerův předchůdce, biskup Matthias Ehrenfried, 4. února 1948 oznámil, že obyvatelé i kněží z děkanátu Meiningen měli potíže se získáním pasu. Nové kostely a kaple bylo možné stavět jen v nejtěžších podmínkách, například v Luži a Camburgu. Kromě toho byly během Döpfnerova působení ve funkci würzburského biskupa zřízeny nové farnosti Bad Liebenstein, Camburg, Eisfeld, Gräfenthal, Römhild, Unterwellenborn a Wernshausen a vikariáty Bettenhausen, Heldburg, Lauscha, Lehesten, Obermaßfeld, Schalkau, Themar a Wasungen. Jak Döpfner později uvedl v knize Meine Fränkischen Jahre, bylo pro něj obzvláště důležité navštívit durynskou diasporu v prvních týdnech po nástupu do úřadu. Během své první návštěvy od 11. listopadu 1948 do 26. listopadu 1948 – čtyři týdny po svém vysvěcení na biskupa – například udělil 1100 biřmování. Döpfner na tuto cestu později vzpomínal s velkou láskou. Döpfner v těchto návštěvách pokračoval po celou dobu svého působení ve funkci. Jak napsal 30. listopadu 1955 apoštolskému nunciovi Aloysiovi Muenchovi, trápila ho situace se špiclováním, příděly potravin, ateistickou iniciací mládeže (Jugendweihe) a šikanováním a indoktrinací lidí. Zároveň si všiml výsledného růstu náboženského a bohoslužebného života. Věřící cítili, že nevykonává pouze jurisdikční, ale také ochrannou funkci.

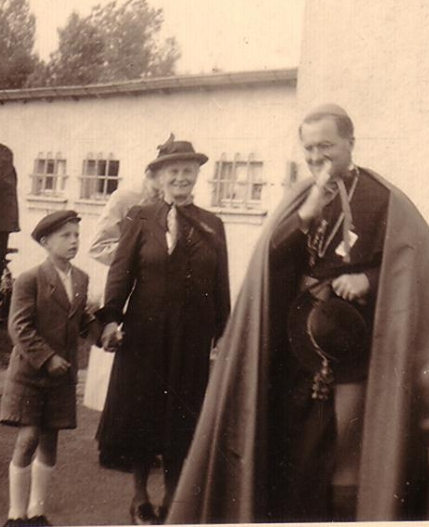
Biskup Döpfner na 1. dolnofranckých Katolických dnech (Katholikentag) 1. – 2. září 1951 v Aschaffenburgu

V roce 1951 byly v Ochsenfurtu a Schweinfurtu uspořádány Katolické dny. Ve Würzburgu se katolický sjezd nekonal, protože v roce 1952 se mělo slavit 1200. výročí přenesení kostí franských apoštolů Kiliána, Kolonata a Totnana biskupem Burkardem. Po každém z hojně navštěvovaných Katolických dnů, pro které bylo možné získat vysoce vážené řečníky, byly přijaty rezoluce o manželství a rodině, proti rozvodům a potratům a ve prospěch soukromého i veřejného projevu rodinného ducha. U příležitosti výročí svatého Kiliána v roce 1952 byly v roce 1949 přivezeny kosti franckých apoštolů z Gerolzhofenu, kde byly uloženy během druhé světové války, zpět do Würzburgu. Kiliánovo jubileum je považováno za jeden z vrcholů Döpfnerova působení ve funkci würzburského biskupa. Bylo zahájeno pontifikální mší o prvních svatodušních svátcích, vyvrcholilo Svatokiliánským oktávem a bylo zakončeno 12. října 1952 slavností Burkardusfest (v neděli před sv. Burkardem). Döpfner předsedal diecézní synodě ve Würzburgu, která se konala od 11. do 14. října 1952 a jejímž cílem bylo „zprostředkovat živé diecézní vědomí“. V pastýřském listu synodě označil Döpfner pastorační péči kněží o dnešní lidi za jediné hlavní téma diskuse na synodě. Účastnili se jí děkani 38 děkanátů, profesoři teologické fakulty, provinciálové a řeholní představení, würzburští faráři i učitelé náboženství a pastýři mládeže. Poprvé byli do přípravných prací na synodu zapojeni i znalí laici (dvanáct laiků, včetně dvou žen). Projednávaly se téměř všechny otázky a problémy moderní pastorace. Teolog Georg Langgärtner viděl výsledek synody „v přípravě diecéze na následující koncil a v její schopnosti přečkat bouře pokoncilních let“. Mezi další témata patřil nový zkušební řád pro teologickou fakultu pro současný a na budoucnost orientovaný teologický program, usnesení o církevních stavbách a církevním umění a charita jako mandatum magnum církve.

### „Ochsenfurtský případ“
Hlavní článek: Ochsenfurtský případ

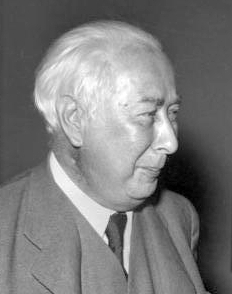
1. prezident Spolkové republiky Německo Theodor Heuss

Ochsenfurtská kauza vzbudila v roce 1953 celostátní pozornost. Při slavnostním otevření a církevním požehnání nového ochsenfurtského cukrovaru 28. června 1953 Döpfner tradičně souhlasil s tím, že vzhledem k převaze katolického obyvatelstva v regionu provede požehnání pouze zástupce katolické církve, a když se v Ochsenfurtu dozvěděl o plánované účasti evangelického würzburského děkana Wilhelma Schwinna (1905–1974), odmítl uspořádat společný obřad s děkanem. Podle prohlášení würzburského biskupského ordinariátu z 28. června 1953 se Döpfner o účasti evangelického děkana dozvěděl až ráno v den plánovaného posvěcení cukrovaru. Oznámil, že v případě Schwinnova žehnání okamžitě opustí Ochsenfurt. Podle evangelicko-luteránského děkanátu obdržel Döpfner program již dva týdny před žehnáním. „Ochsenfurtskému případu“ věnoval tisk velkou pozornost. Bavorská CSU se obávala ztráty hlasů ve spolkových volbách v roce 1953 a toho, že v budoucnu bude moci postavit do Spolkového sněmu méně protestantských kandidátů. Po intervenci spolkového prezidenta Theodora Heusse vyslal spolkový kancléř Konrad Adenauer na schůzku s Döpfnerem Hanse Globkeho, ministerského ředitele ze spolkového kancléřství se zkušenostmi z choulostivých diplomatických situací. Tisk to považoval za potvrzení politického dopadu incidentu. Sám Döpfner ve svém smířlivém dopise Schwinnovi zdůraznil, že neměl v úmyslu urazit protestantské křesťany, protestantskou církev ani samotného Schwinna. Bolelo ho, že jeho jednání bylo takto vnímáno. Díky incidentu si uvědomil potřebu bratrského setkání.
Podle církevního historika Klause Wittstadta nelze předpokládat, že by Döpfner byl proti ekumenismu. Döpfner to dal několikrát najevo. Podle teologa Karla Forstera vedly „nedostatečné informace“ k trapné situaci, kterou bylo možné snadno vyřešit. Jak v roce 2014 vysvětlila Agathe Schwinnová, dcera děkana Wilhelma Schwinna, její otec si po krátkém rozhovoru s Döpfnerem uvědomil, že vzhledem ke katolické většině obyvatelstva bylo žehnání vyhrazeno Döpfnerovi a Schwinn vlastně neměl přijít. Jak před incidentem, tak i po něm podle Agathe Schwinnové oba muže pojilo důvěrné přátelství. Incident vyvolal prostý komunikační problém, podle něhož se děkan Schwinn v roce 1951 zúčastnil položení základního kamene cukrovaru v civilním oblečení, což bylo v souladu s mezináboženskými konvencemi. Při slavnostním otevření v roce 1953 ředitel cukrovaru informoval katolického faráře v Ochsenfurtu Josefa Brauna, že si přeje stejný postup i při slavnostním otevření, a mylně předpokládal, že se jeho zpráva dostane k doktoru Holitzovi, organizátorovi slavnostního otevření. Ten se zase zřejmě domníval, že katolický a evangelický duchovní v Ochsenfurtu již mezi sebou příslušný postup projednali. Jak poznamenal katedrální kanovník Theodor Kramer, následky incidentu Döpfnera nikdy zcela neopustily. Svědčí o tom popis incidentu v knize Meine Fränkischen Jahre, kde jej Döpfner krátce před svou smrtí označil za nejtěžší zkoušku svých franských let a zdůraznil, že jeho obraz po incidentu v žádném případě neodpovídal jeho záměrům. 8. května 1957 v písemném komentáři papeži Piovi XII. s úlevou poznamenal, že rezervovanost protestantských křesťanů vůči němu výrazně poklesla.

## Berlínský biskup (1957–1961)

Erb kardinála Döpfnera jako berlínského biskupa

Dne 15. ledna 1957 ho Pius XII. jmenoval berlínským biskupem. Dne 10. března 1958 se s těžkým srdcem rozloučil s Würzburgem a 25. března 1958 byl v Berlíně intronizován.

### Ekumenismus
Během svého působení ve funkci berlínského biskupa se Döpfner snažil prosazovat ekumenismus a úspěšně rozptýlil obavy, které proti němu existovaly od „ochsenfurtského případu“. V této souvislosti navázal intenzivní a úspěšný kontakt s berlínským protestantským biskupem Otto Dibeliem. Oba muži sdíleli stejné hodnocení politické situace. V tomto smyslu Döpfner také veřejně zaujal stanovisko k Dibeliovu protirežimnímu „Obrigkeitsschriftu“, v němž se uvádělo, že křesťané by měli poslouchat spíše Boha než člověka, když čelí požadavkům, které jsou v rozporu s jejich křesťanským svědomím.

### Vláda NDR

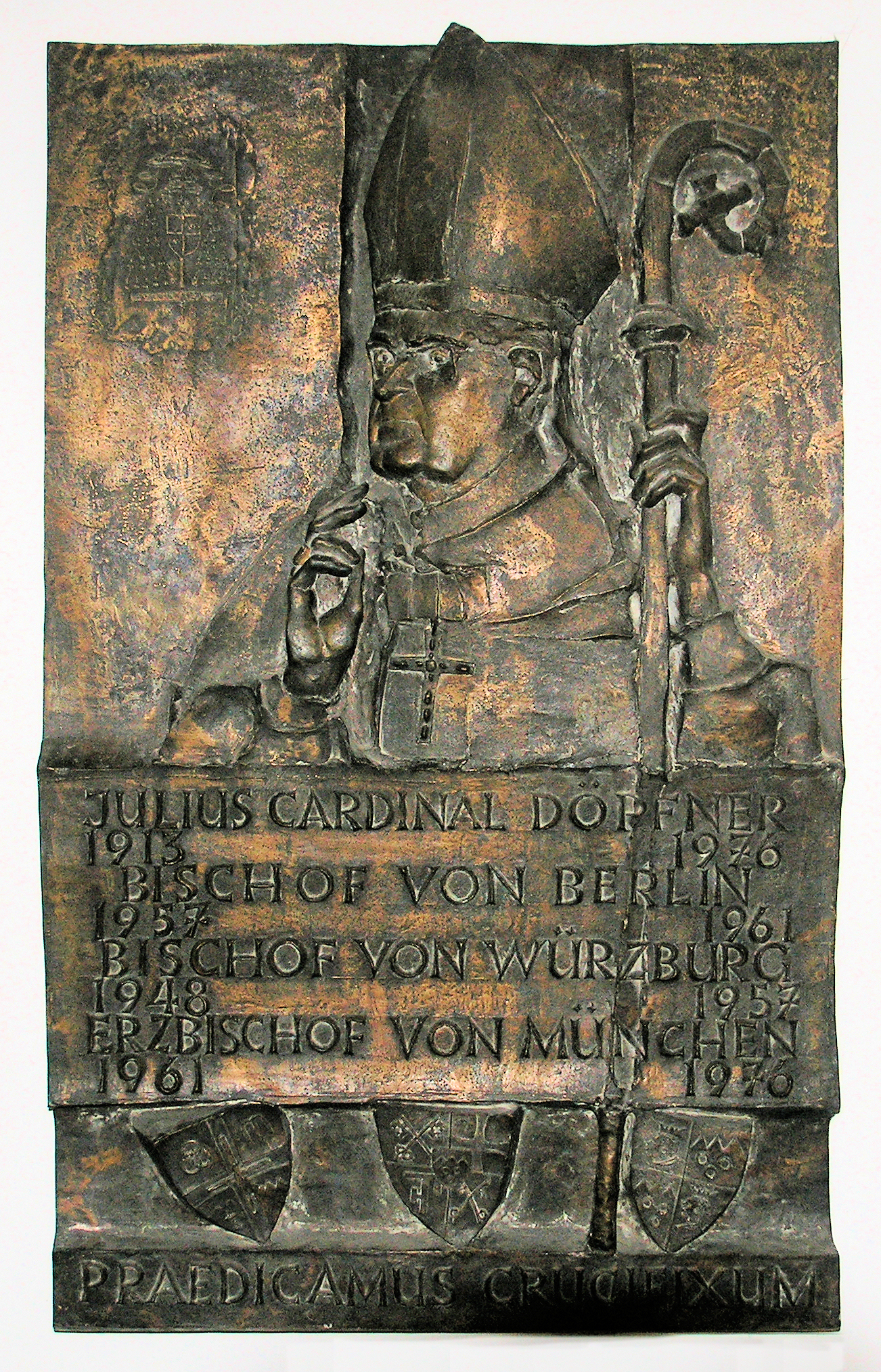
Pamětní deska v katedrále svaté Hedviky

Vnitřně měly úřady NDR vůči Döpfnerovi výhrady již před jeho intronizací, protože diecéze Würzburg byla akcionářem  würzburgského nakladatelství Echter, které bylo kritické vůči socialismu, a protože Döpfner úzce spolupracoval s východoněmeckým kněžstvem jako pověřenec pro pastoraci uprchlíků. Döpfnerův kritický postoj byl důležitý také v jeho roli předsedy Berlínské konference ordinářů (Berliner Ordinarienkonferenz, BOK), která byla založena v roce 1950 jako sdružení katolických biskupů, sufragánních biskupů a držitelů jurisdikce proti proticírkevnímu kurzu vlády NDR. Walter Ulbricht pokračoval v proticírkevním kurzu, především jmenováním Wernera Eggeratha, který byl s režimem v souladu, státním tajemníkem pro církevní záležitosti 21. února 1957. Setkání Döpfnera s předsedou vlády NDR Otto Grotewohlem 28. března 1957 nepřineslo žádné sblížení. V takzvaném „Döpfnerově dekretu“ z 26. listopadu 1957 Döpfner zdůraznil roli předsedy BOK jako jediného partnera pro jednání s úřady NDR a zdůraznil, že je třeba se vyhnout všemu, co by mohlo vést k rozkolu v katolické církvi v Německu. Přestože NDR pokračovala v nastoupeném kurzu, dohoda, jakou uzavřela evangelická církev s vládou NDR, nepřipadala pro Döpfnera v úvahu; místo toho se držel svých minimálních požadavků, jako bylo usnadnění náboženského vzdělávání nebo ukončení státní propagandy proti katolické církvi.
Došlo ke skandálu, když si Döpfner v postním pastýřském listu ve vydání St. Hedwigsblatt z 25. ledna 1958 stěžoval, že rodiče přenášejí příliš mnoho výchovné práce na své děti na jiné instituce, jako jsou školy a církev. SED to pochopila jako kritiku poměrů v NDR a St. Hedwigsblatt zakázala. Znovu mohl vycházet až poté, co otiskl dopis Fritze Beylinga, vedoucího tiskového úřadu předsedy vlády NDR, v němž odmítl Döpfnerovy výroky. Od poloviny května 1958 byl Döpfnerovi zakázán vstup na území NDR mimo Berlín. Po smrti Otto Nuschkeho, předsedy CDU v NDR, který se zasazoval o normalizaci vztahů mezi církví a vládou NDR, měla vláda NDR snazší situaci. V souvislosti s „Langeho výnosem“ z 12. února 1958 byla ze škol vytlačena výuka náboženství; na oplátku se zvýšil význam zasvěcení mládeže (Jugendweihe). V reakci na zákaz výuky náboženství inicioval Döpfner usnesení BOK z července 1958, aby se všemi možnými prostředky podpořila možnost rodičů učit své děti vlastní víře. Sám Döpfner ve zprávě BOK o období od poloviny dubna do konce června 1958 a v pastýřském listu ze 4. května 1958 konstatoval na jedné straně zhoršující se politickou situaci, na druhé straně však také rostoucí účast věřících na zpovědních dnech mládeže, procesích Božího těla, bohoslužbách a přijímání svátostí.
Pod dojmem politické situace ve své diecézi reagoval Döpfner na rozhodnutí, že se Katolické dny budou konat v Berlíně ve dnech 13. – 18. srpna 1958, zpočátku s obavami, ale přesto se tomuto úkolu věnoval s velkým nadšením. Vůdčím principem jeho projevů a kázání během Kirchentagu, kterého se navzdory všem obtížím zúčastnilo asi 60 000 katolíků z NDR, bylo sjednocující společenství věřících ve víře a s Ježíšem Kristem. Úřady NDR považovaly ducha křesťanského společenství katolických věřících za hrozbu pro své socialistické ideje, což je přimělo zaujmout spíše proticírkevní postoj. Sám Döpfner navázal na myšlenky Katolického dne tím, že realizoval plány svého předchůdce Wilhelma Weskamma na stavbu kostela a nechal postavit kostel „Maria Regina Martyrum“ u jezera Plötzensee na památku krvavých svědků za svobodu víry a svědomí v letech 1933–1945. Döpfner položil základní kámen 12. listopadu 1960 a 4. května 1963 kostel vysvětil. 
Döpfner si uvědomil, že kvůli izolaci Berlína a izolaci východoněmeckých částí západoněmeckých diecézí bude muset přesunout své sídlo do Východního Berlína. Míšeňský biskup Otto Spülbeck to interně požadoval již v březnu 1959. Döpfner navrhl nunciovi Aloysiovi Muenchovi, aby v případě rostoucí izolace východoněmeckých diecézí zřídil apoštolské administratury a znovu přesunul svou rezidenci do východního Berlína. Nuncius vyjádřil k tomuto návrhu vážné výhrady. 4. května 1959 byl místo toho jmenován pomocným biskupem v Berlíně Alfred Bengsch s rezidencí ve východní části města. Toto řešení však mělo pro Döpfnera pouze dočasný charakter. V obsáhlé zprávě kardinálu státnímu sekretáři Domenicu Tardinimu z 27. května 1959 trval na svém návrhu na změnu rezidence do východního Berlína. V opačném případě, pokud by izolace pokračovala, by již nebyl schopen vykonávat svou funkci předsedy BOK a ani NDR by jej již nepovažovala za partnera pro jednání. Situace se ještě zhoršila, když Bengsch objevil ve svém bytě odposlouchávací zařízení a „kriminální vyšetřovatel“ mu oznámil, že stát NDR bude ještě dlouho existovat a že Döpfner si za to může sám kvůli svému pastýřskému listu. Podle historika Bernda Schäfera začala být nyní situace pro katolickou církev křehká, protože státní orgány NDR nejenže ignorovaly protesty církve, ale také nerušeně pokračovaly v intenzifikaci svého postupu. 7. dubna 1959 biskup Piontek prohlásil, že pokud je člověk vydán na milost a nemilost přesilnému protivníkovi, bylo by moudřejší mlčet, až přijde čas. V červnu 1961 nechal Döpfner napsat dopis Otto Grotewohlovi, v němž uvedl, že nevidí žádnou společnou řeč mezi socialistickým a křesťanským humanismem; dokud bude NDR pokračovat ve svém materialistickém kurzu, není normalizace vztahů mezi oběma stranami možná. Biskup Spülbeck návrh odmítl; úřady NDR by mohly v budoucnu zůstat hluché a celková situace by se mohla zhoršit. Rozhodnutí bylo na konferenci BOK v roce 1961 odloženo a Döpfner již nemohl počítat s bezvýhradnou podporou svých spolubiskupů. Dva dny po odkladu byl papežem Janem XXIII. jmenován mnichovským a freisingským arcibiskupem. 
V důsledku své kritiky vládnoucí vlády byl Döpfner vystaven represím, mimo jiné byl špehován Stasi a nesměl již navštěvovat věřící ve východní části města.

### Usmíření s Polskem
Ve svém „berlínském kázání o Hedvice“ z 16. října 1960 Döpfner zdůvodnil své úsilí o usmíření s Polskem po druhé světové válce. Zde se zabýval hanebným bezprávím, které utrpěl polský národ, a požadoval, aby německý národ nezavíral oči a nikdy nezapomínal na bezpráví, které musí být odčiněno. Ve stejném smyslu zahrnul do svého kázání i bezpráví, které bylo způsobeno vyhnáním po roce 1945. Od počátku vylučoval válku jako prostředek reorganizace vztahů mezi oběma státy a zdůrazňoval své přání míru. Toto kázání uklidnilo obavy na polské straně, které se mimo jiné projevily ve výhradách varšavského arcibiskupa Stefana Wyszyńského, jež krátce předtím vyjádřil vůči kancléři Konradu Adenauerovi ve svém kázání 17. srpna 1960 v kostele sv. Jiří v Marienburgu.
Polský komunistický týdeník Polityka 29. října 1960 Döpfnerovo kázání přivítal, ale požadoval, aby po slovech následovaly činy. Také reprezentativní noviny polských katolíků Tygodnik Powszechny považovaly Döpfnerova slova za základ skutečného smíření. Döpfnerovo kázání se setkalo se souhlasem pomocného biskupa Ernsta Tewese, novin Times, Daily Telegraph a bonnského státního tajemníka Petera Paula Nahma. Zároveň, jak napsal 26. listopadu 1960 Georgu hraběti Henckelovi von Donnersmarck, byl Döpfner šokován některými hlasy, které svědčily o nacionalismu některých Němců. Döpfner i později vyjádřil přání usmíření mezi Německem a Polskem, například ve svém vánočním projevu z 25. prosince 1965 nebo v blahopřejném telegramu kardinálu Wyszyńskému z 3. května 1966 u příležitosti tisíciletého výročí christianizace Polska, kde na heslo polské vlády „Neodpouštíme“ odpověděl „Odpouštíme“. Byl také příznivcem Varšavské smlouvy mezi Polskou lidovou republikou a Spolkovou republikou Německo z roku 1970 a v říjnu 1973 se při své cestě do Polska setkal s mnoha polskými biskupy.

### Jmenování kardinálem
Papež Jan XXIII. na konzistoři 15. prosince 1958 ho jmenoval kardinálem-knězem Santa Maria della Scala (pro hac vice). Döpfner, který se o svém jmenování kardinálem dozvěděl, když tlumočil německým hostům při recepci u papeže Jana XXIII, si toto jmenování vykládal spíše jako poctu pro město Berlín a jeho boj proti politickým poměrům než pro svou osobu. Ve většině veřejnosti však bylo jmenování kardinálem vnímáno jako pocta pro jeho osobu a jeho vystupování proti vládě NDR. Döpfner, kterému bylo v té době 45 let, se tak stal nejmladším členem kardinálského kolegia v katolické církvi. Tajná konzistoř k inauguraci se konala 15. prosince 1958, veřejná konzistoř 18. prosince 1958. Döpfner využil svého jmenování kardinálem k tomu, aby i nadále upozorňoval na vážnou situaci ve své berlínské diecézi, například když navrhl arcibiskupovi Antoniu Samorèovi ve státním sekretariátu, aby papež Jan XXIII. ve svém vánočním projevu znovu zdůraznil velký význam lidských práv; kněží a věřící za železnou oponou by měli vědět o podpoře církve. 

### Odchod z Berlína
Döpfner se cítil spojen se svou církevní obcí a byl povinen ji podporovat v těžkých politických dobách. Zpočátku se bránil pokynu papeže Jana XXIII., aby byl jako nový arcibiskup přeložen do Mnichova. Navzdory Döpfnerovým opakovaným námitkám, mimo jiné u Angelo Dell'Acqua, suplenta ve Státním sekretariátu, kardinála státního sekretáře Domenica Tardiniho – který tvrdil, že k přeložení do Mnichova nedojde –, papežského nuncia ve Spolkové republice Německo Corrada Bafileho a nakonec při soukromé audienci u Jana XXIII. 15. června 1961, papež na svém rozhodnutí trval v ručně psaném dopise z 22. června 1961. Jeho odchod zastínila eskalující berlínská krize a stavba Berlínské zdi. V důsledku toho musel 20. srpna 1961 uspořádat svou rozlučkovou bohoslužbu v Západním Berlíně. Jeho nástupcem ve funkci biskupa a předsedy BOK se stal Alfred Bengsch, který přesunul svou pozornost od veřejných politických prohlášení k pastoračním úkolům církve v NDR.
O důvodech Döpfnerova odchodu z Berlína existují různé spekulace. Na jedné straně mohl být důvodem Döpfnerův nekompromisní postoj k vládě NDR, ale je také možné, že papež Jan XXIII., který měl o Döpfnerovi vysoké mínění, chtěl obsadit uvolněné biskupské místo v Mnichově a Freisingu nejschopnějším biskupem své doby. Podle berlínského starosty Franze Amrehna chtěl papež usnadnit přesun biskupského sídla do Východního Berlína a také nechtěl plýtvat Döpfnerovými schopnostmi na výspu Západního Berlína. Döpfnerova odchodu litovala řada organizací, včetně židovské obce a berlínského senátu. Byla zdůrazňována jeho neochvějnost vůči vládě NDR a jeho snaha o usmíření s Polskem. Pouze tisk NDR označil Döpfnera za „chladného bojovníka“; „prozíravá osobnost ve Vatikánu“ rozpoznala nebezpečí, které Döpfner představoval pro katolickou církev v Německu.

## Druhý vatikánský koncil

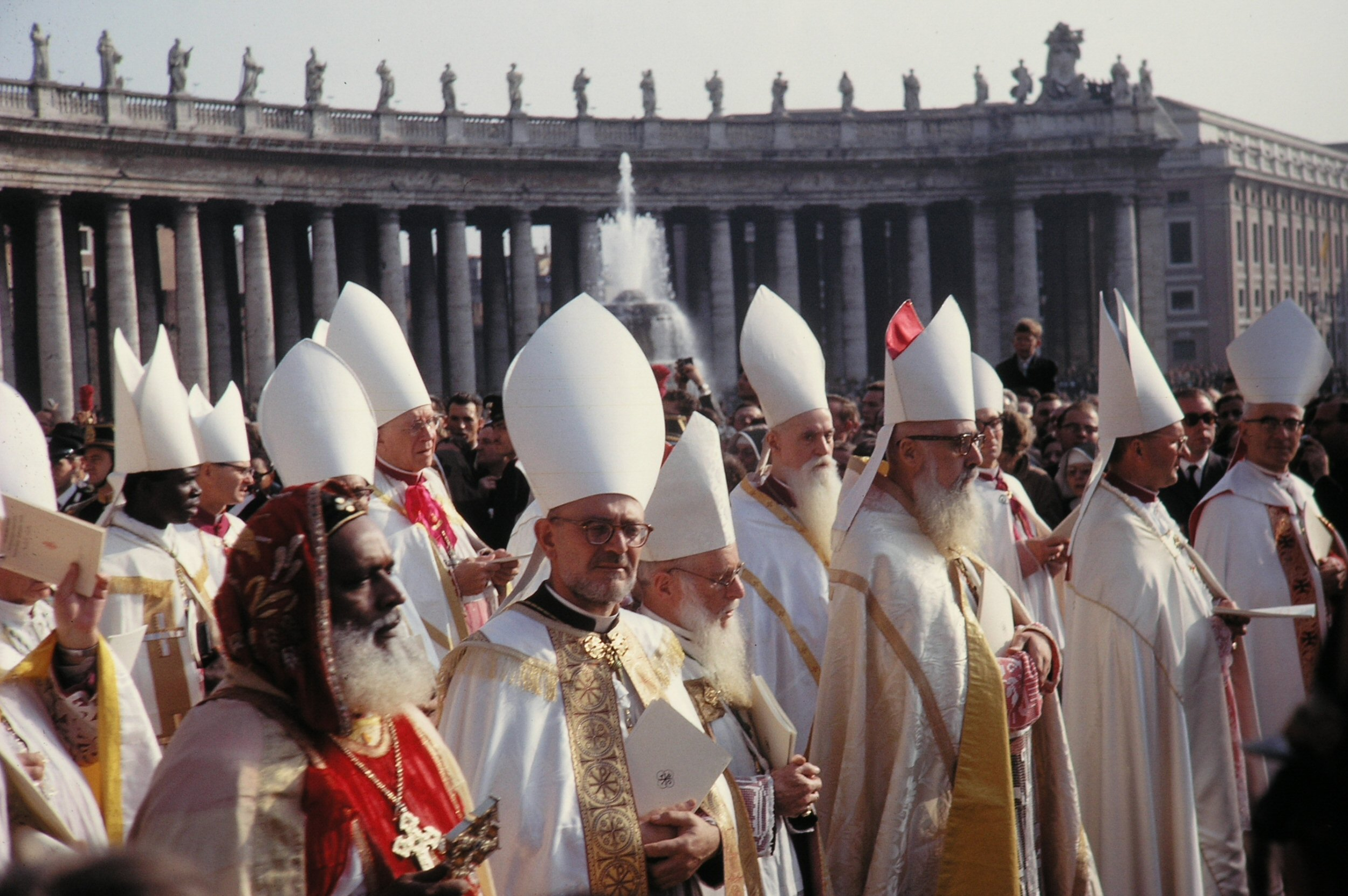
Zahájení II. vatikánského koncilu

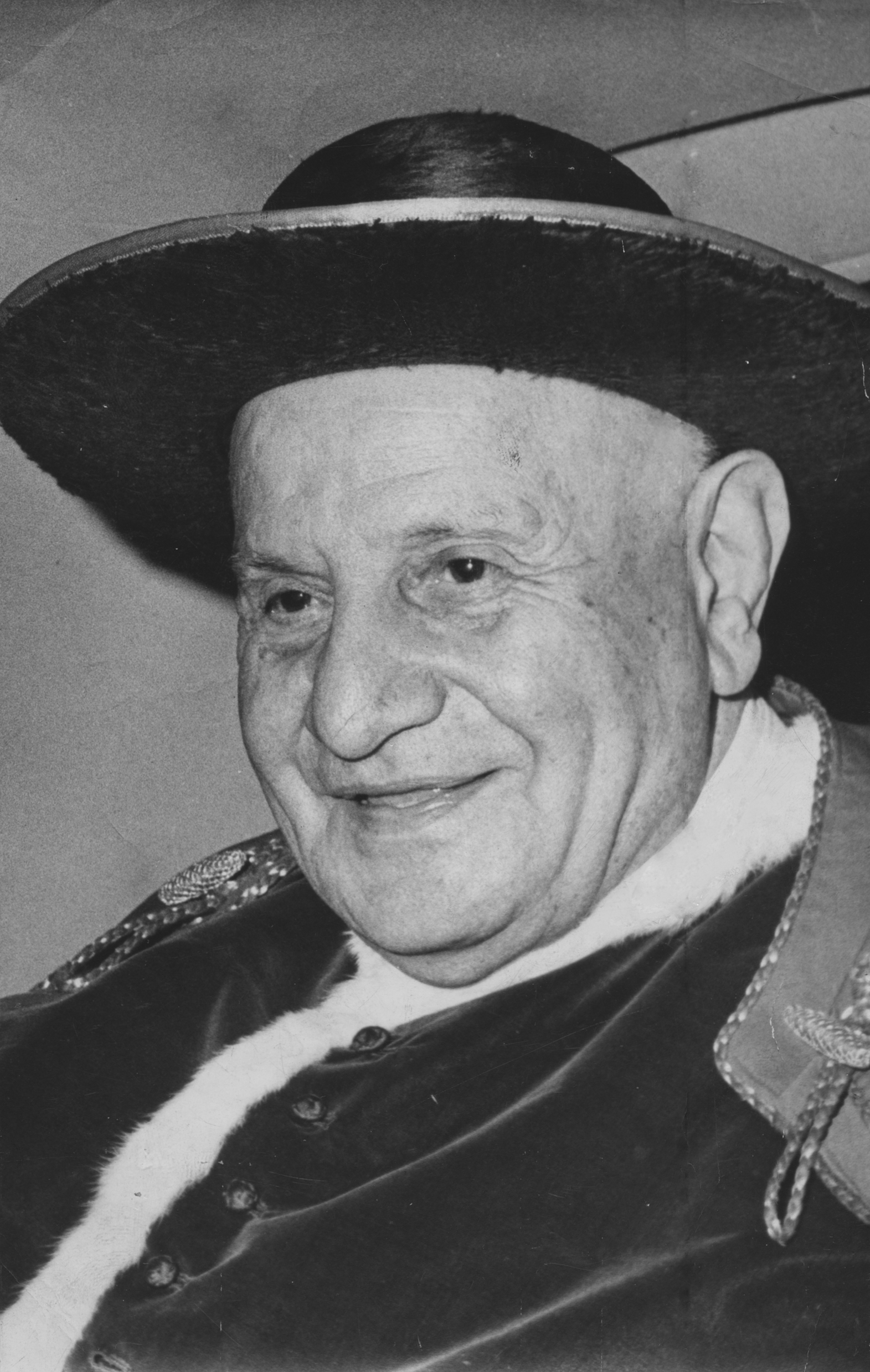
Papež Jan XXIII.

### Consilia et Vota
Hlavní článek: Consilia et Vota
25. ledna 1959 papež Jan XXIII. oznámil konání koncilu. Církevní historik Klaus Wittstadt souhlasí s Karlem Forsterem, že Döpfner hrál významnou roli v průběhu a obsahu koncilu. 17. května 1959 svolal papež Jan XXIII. přípravnou komisi, která měla shromáždit návrhy různých katolických autorit. Podle Wittstadta byla Döpfnerova odpověď Consilia et Vota (česky: Rady a doporučení) ze 6. listopadu 1959 „jedním z nejobsáhlejších, nejlépe připravených a teologicky nejvyzrálejších“ návrhů.
Teologové Hans Urs von Balthasar, Otto Karrer, P. Paul Mianecki SJ a Herbert Roth SJ poskytli pro Consilia et Vota podpůrné odborné posudky. Základními zájmy Consilia et Vota bylo soustředění se na podstatné věci a vyjasnění základních otázek, současný vývoj dogmatiky a organizace kanonického práva, otázka člověka, situace laiků a ekumenismus. Koncil měl mimo jiné obnovit morálku křesťanského lidu a přizpůsobit církevní disciplínu požadavkům doby. V návrhu je již obsažen určující obsah koncilu. Dokument Consilia et vota měl stanovit nezbytné prostředky pro současnou úpravu církevního učení a měl se více zaměřit na to, proč se svět a lidé odvracejí od náboženství. Döpfner popsal cíl jako vyhlášení lidské důstojnosti církví a Magnu chartu lidských práv. Někteří němečtí biskupové přijali některé Döpfnerovy myšlenky ve svém obecném prohlášení z 27. dubna 1960.

### Ústřední přípravná komise
V motu proprio „Superno Dei“ z Letnic 1960 papež Jan XXIII. stanovil konkrétní přípravné orgány. Döpfner byl jmenován do ústřední přípravné komise 24. prosince 1960. Na svém posledním setkání ve funkci předsedy BOK 12. a 13. července 1961 podal Döpfner informace o přípravách koncilu. Koncil se měl vyhnout otevřeným protikomunistickým útokům (ale přesto se zabývat komunismem), zprostředkovat pozitivní katolický obraz lidstva a také vyslat signál nekřesťanům. Kromě Döpfnera byli německými zástupci v Ústřední přípravné komisi kardinálové Joseph Frings, Alfred Bengsch a Augustin Bea. Jako svého teologického poradce pro první zasedání si Döpfner vybral Josepha Paschera. Döpfnerovým sekretářem rady byl Gerhard Gruber.
Počátkem léta 1961 vypracovaly přípravné komise osnovy z návrhů, které shromáždili biskupové, řeholní představení a katolické univerzity z celého světa. Tato schémata byla projednána v ústřední přípravné komisi, která je zpětně považována za „koncil v malém“ nebo „koncil před koncilem“. Na prvním zasedání od 12. do 20. června 1961 Döpfner zdůraznil význam exegeze a laiků. Na druhém zasedání od 7. do 17. listopadu 1961 se vyslovil pro přijetí nekatolických pozorovatelů na koncil. Od ledna do března 1962 hledal Döpfner teologa pro koncil, jeho favoritem byl Karl Rahner. Různé důvody, například rozdílné důrazy jednotlivých teologů, přiměly Döpfnera, aby podle Pascherovy rady vybudoval síť koncilních teologů. 

### Koncil

#### První zasedání
Druhý vatikánský koncil byl zahájen 11. října 1962. Jak popisuje Klaus Wittstadt, těsně před začátkem koncilu se vytvořily dvě skupiny, z nichž jedna se angažovala v kurii a druhá měla pastorační charakter. Sám papež Jan XXIII. reprezentoval Döpfnerův postoj v rozhlasovém projevu 11. září 1962 a ve svém úvodním projevu ke koncilu Gaudet Mater Ecclesia 11. října 1962. Již v této rané fázi se Döpfner ve spolupráci s církevním historikem Hubertem Jedinem snažil o změny v jednacím řádu, které by zefektivnily průběh koncilu. Mělo být například možné v případě potřeby zavést zcela nový text nebo, než se diskuse příliš vymkne kontrole, ji včas ukončit. Po kontroverzní diskusi o schématu De fontibus revelationis využil Döpfner uvolňovací fáze následujících, poměrně jednoduchých debat o schématu ke zlepšení práce koncilu a k úpravě jednacího řádu; nyní mělo být také možné přerušit obecnou rozpravu, materiál měl být redukován a měl být zřízen koordinační výbor pro Intersessio.

#### Koordinační komise v rámci Intersessio
Úpravou jednacího řádu a zřízením koordinační komise reagoval papež Jan XXIII. na obavy mnoha koncilních otců. Stephan Mokry v těchto dvou bodech připisuje Döpfnerovi velký vliv. Mokry také souhlasí s církevním historikem Giuseppem Alberigem, že Koordinační komise sloužila k tomu, aby zkrotila vliv kurie - a zejména Ottavianiho. Ve svém děkovném dopise papeži Janu XXIII. za zřízení komise například nedoporučoval příliš dlouhé trvání koncilu, a tím i příliš dlouhé odtržení místních biskupů od jejich církví; méně důležitá témata mohla být přenechána pokoncilním komisím.
Státní sekretář kardinál Amleto Giovanni Cicognani záměrně pověřil koordinační komisi, aby nepřipravovala nové texty, ale aby vylepšila ty stávající nebo je případně vyřadila. Pokud jde o pokoncilní práci, Döpfner se snažil zafixovat v koncilních textech své přesvědčení a základní tvrzení, aby bylo pokud možno zachováno to, čeho bylo dosud dosaženo. Koordinační komise se nakonec věnovala schématu o svěcení, schématu o zjevení, schématu De deposito fidei a schématu o čistotě, panenství, manželství a rodině a schématu o církvi (kde se Döpfner zapojil do očekávaně živé diskuse až později). Ukázalo se, že Döpfner a Suenens se shodli na církevním schématu. 
Čtvrtý den zasedání 24. ledna 1963 přijal papež Jan XXIII. na kardinálské audienci Döpfnera a Suenense a oba označil za důležité a silné opory církve. Döpfner se vyslovil pro ukončení koncilu v lednu 1963, pro začátek s církevním schématem a pro rozvoj nauky o biskupském úřadu i pro možnost úplného odmítnutí schématu. Döpfner se zabýval také otázkami trvale ženatého diakonátu, smíšených manželství a celibátu. Varoval před „přísným zacházením“ ze strany koncilu. 

#### Döpfnerův plán
Hlavní článek: Döpfnerův plán

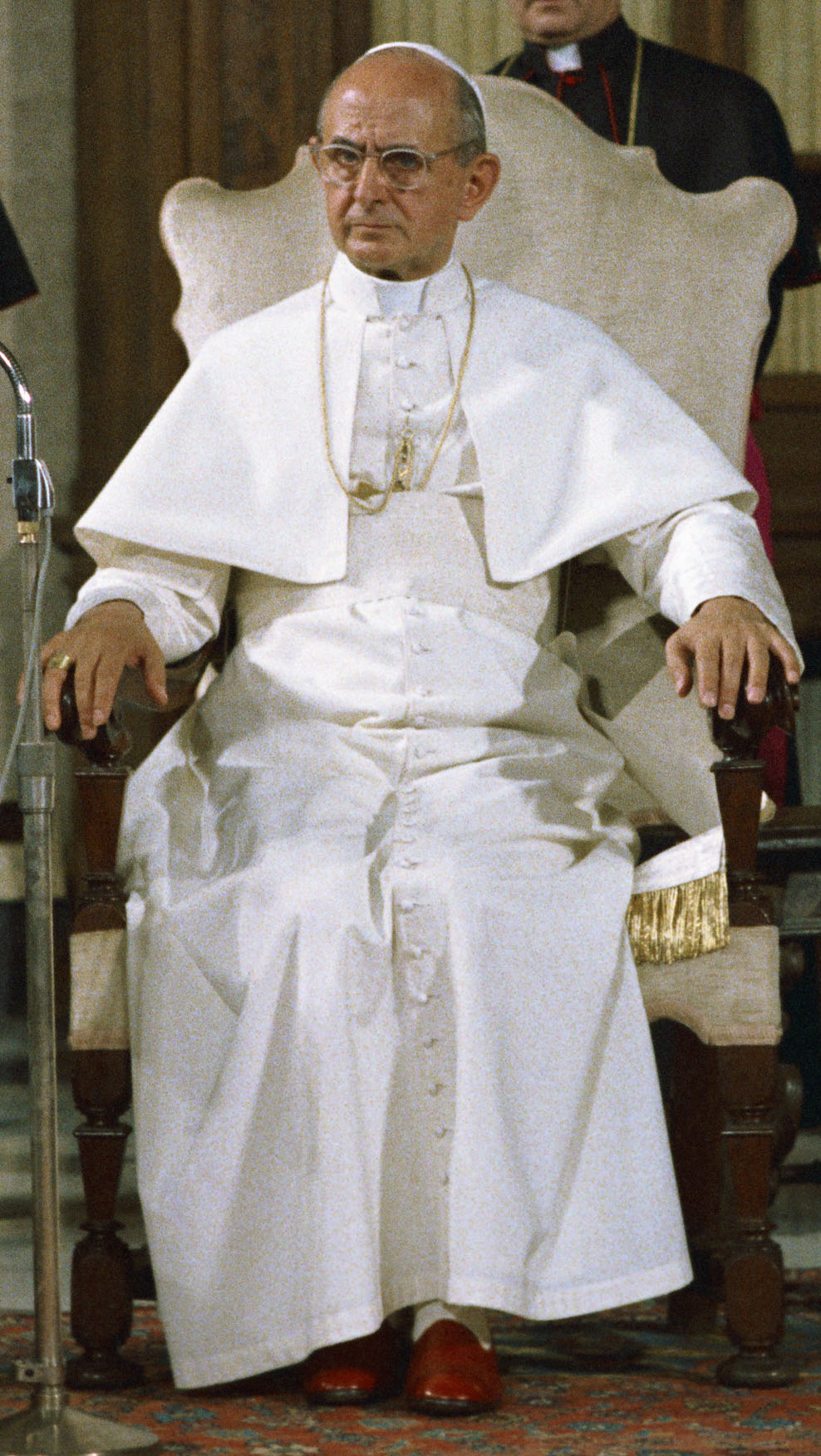
Papež Pavel VI. (1970)

Po smrti papeže Jana XXIII. 3. června 1963 byl na konkláve v roce 1963, jehož jedním z kardinálů-volitelů byl i kardinál Döpfner, zvolen novým papežem Pavel VI. kardinál Giovanni Battista Montini. Hned v den své korunovace 30. června 1963 pověřil Pavel VI. při soukromé audienci Döpfnera, aby podal odborné stanovisko k pokračování práce koncilu. 
V této zprávě, která se později stala známou jako Döpfnerův plán, Döpfner uvítal pokračování linie zesnulého Jana XXIII. novým papežem. Dále Döpfner zdůraznil význam pevného a jasného vedení církve, a to i ve vztahu ke komunismu, stejně jako kontinuitu koncilu, obnovu církve a ekumenismus. Vzhledem k tomu, že se svět stále více sbližoval, měly by se řešit otázky týkající se všech národů. Döpfner vyjádřil přání, aby Pavel VI. pokračoval ve zdrženlivé linii svého předchůdce. Pokud by papež musel zasáhnout, měl by tak učinit v úzké spolupráci s kolegiem biskupů. Následovaly organizační návrhy na lepší a racionálnější průběh koncilu, a přál si také, aby byli na koncilu jako periti jmenováni znalí laici. 
I když se nepodařilo uskutečnit všechny detaily Döpfnerova plánu, měly Döpfnerovy návrhy obrovský význam. Kromě plánu koncilu Döpfner 19. července 1963 předložil své úvahy o papežské korunovaci. Pro korunovační ceremoniál doporučil změnit výrazy jako „otec králů a knížat“ nebo „vládce světa“, které podle jeho názoru odkazovaly do vrcholného středověku. Doporučil také upustit od tiáry. Možná právě Döpfnerův vliv měl vliv na to, že Pavel VI. tiáru prodal a výtěžek nechal rozdělit mezi chudé.

#### Döpfner jako moderátor koncilu
V roce 1963 byl Döpfner papežem Pavlem VI. jmenován moderátorem koncilu spolu s kardinály Krikorem Bedrosem XV. Agagianianem, Giacomem Lercarem a Léonem-Josephem Suenensem. Kromě čistě organizačního vedení koncilu měli tito čtyři kardinálové vedoucí úlohu v teologickém a duchovním obsahu koncilu. Na 36 generálních shromážděních, která moderoval, důsledně prosazoval svůj požadavek na zefektivnění provedení koncilu. Ve svých vlastních poznámkách ke koncilu viděl potvrzení svého postupu v zásadním stanovisku Pavla VI. z 30. září 1963. Podle papeže se druhé kolo zasedání mělo zabývat aspekty, jako je obnova církve a vztah k nekatolíkům.

#### Druhé zasedání
Po zvolení papeže Pavla VI. koncil pokračoval v diskusi o církevním schématu De ecclesia, revidovaném podle odborného posudku Jedina a Hirschmanna. V této souvislosti se Döpfner věnoval tématům trvalého diakonátu ženatých, reorganizace řeholního řádu v souvislosti se třemi evangelijními radami chudoby, čistoty a poslušnosti a biskupského schématu De episcopis.

#### Třetí zasedání
Třetí zasedání se zabývalo zařazením mariánské kapitoly do církevního schématu „De ecclesia“, schématu zjevení „De fontibus relevationis“ a pastorální konstituce „Gaudium et spes“. Ve svém vystoupení k schématu řádů se vyslovil pro obnovu duchovního života a zohlednění moderních poměrů a zabýval se realizací slibu chudoby. Řády by se neměly uzavírat před světem. Aby zabránil vznikajícímu vývoji kněžské formace v samostatný mikrokosmos, věnoval se schématu kněžské formace. Za základ svého vystoupení na 122. generální kongregaci 14. listopadu 1964 vzal zkrácenou verzi Wulfova návrhu, který se zabýval otázkou probouzení a podpory kněžských povolání, rodinou jako základnou pro probouzení kněžských povolání, zohledněním vědeckých poznatků v kněžské formaci a lepší přípravou kandidátů na kněžství pro dialog se světem.
K tématu manželství jako jádra křesťanského společenského řádu na konci třetího zasedání mohl ve svém vystoupení přispět zkušenostmi ze svého působení jako biskup ve Würzburgu a Berlíně. Ve svém vystoupení, které bylo ve zkrácené podobě předneseno 20. listopadu 1964, zdůraznil potřebu liberálnějšího přístupu k otázce smíšených manželství. To ukazuje na proces změny u Döpfnera, který o deset let dříve, v době svého působení ve funkci würzburského biskupa, považoval za největší nebezpečí pro katolickou církev konfesijní míšení, a tedy i smíšená manželství.

#### Čtvrté zasedání

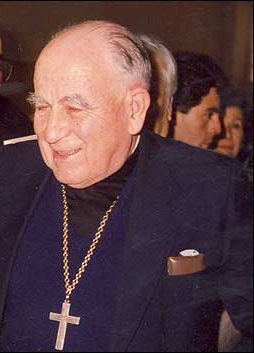
Kardinál Raúl Silva Henríquez

Na začátku čtvrtého období koncilu pokračovala diskuse o pastorální konstituci Gaudium et spes.
Döpfnerovo poslední koncilní vystoupení na 150. generální kongregaci 15. října 1965 k dekretu o životě a službě kněží zdůrazňovalo mimo jiné vnímání moderního světa, otázku celibátu – který by podle textu měl být přínosem pro dostatečný počet mužů jako dar od Boha – a vztah kněží ke světu. Ve svém vystoupení téma celibátu zcela vypustil poté, co papež Pavel VI. chtěl uklidnit diskusi o uvolnění disciplíny celibátu a pařížský deník Le Monde otiskl intervenci brazilského episkopátu ve prospěch zdobrovolnění celibátu. Poté, co Döpfner poukázal na již provedená zlepšení, přešel ke kritice textu, například pohledu na kněze jako na duchovní korunu svých biskupů nebo hledání náboženských motivů v nakonec zcela banálních aspektech života a práce kněze; za druhé Döpfner kritizoval neúměrně časté opakování v textu. Ve druhé části svého vystoupení se věnoval výzvám, kterým čelí kněží v moderním, rychle se měnícím světě. V druhé polovině listopadu 1965 se hlasovalo o zbývajících textech, jako je konstituce o zjevení, dekret o laicích, dekret misijní činnosti, pastorální konstituce a prohlášení o náboženské svobodě.  Spolu s kardinálem Raúlem Silvou Henríquezem asistoval kardinálu Léonu-Etiennu Duvalovi při přednesení jednoho ze závěrečných poselství koncilu 8. prosince 1965.

### Tematické okruhy (výběr)

#### Liturgické schémaDe liturgia
Na rozdíl od De deposito fidei podpořil Döpfner v Ústřední přípravné komisi liturgické schéma De liturgia poté, co se za liturgické hnutí postavil již papež Pius XII. v encyklice Mediator Dei v roce 1947. Döpfner argumentoval ve prospěch podpory latiny při studiu teologie a příslušného mateřského jazyka v liturgii.
Když krátce před generální kongregací 22. října 1962 na začátku prvního zasedání koncilu zjistil během diskuse o liturgickém schématu, že koncilním otcům byl rozeslán zmanipulovaný text, trval na svém požadavku autentického textu, což mu vyneslo přezdívku „obrněný kardinál“. Döpfner do svého vystoupení k liturgickému schématu zahrnul jako jednu z klíčových otázek význam laiků. Döpfnerovy pozměňovací návrhy zahrnovaly kompetence biskupů a biskupských konferencí při provádění opatření liturgické reformy, jako je používání lidového jazyka, jednodušší možnost koncelebrace a podrobná reforma liturgie hodin. Döpfner předložil intervenci k liturgickému schématu 22. října a 9. listopadu 1962. 

#### Církevní schémaDe ecclesia

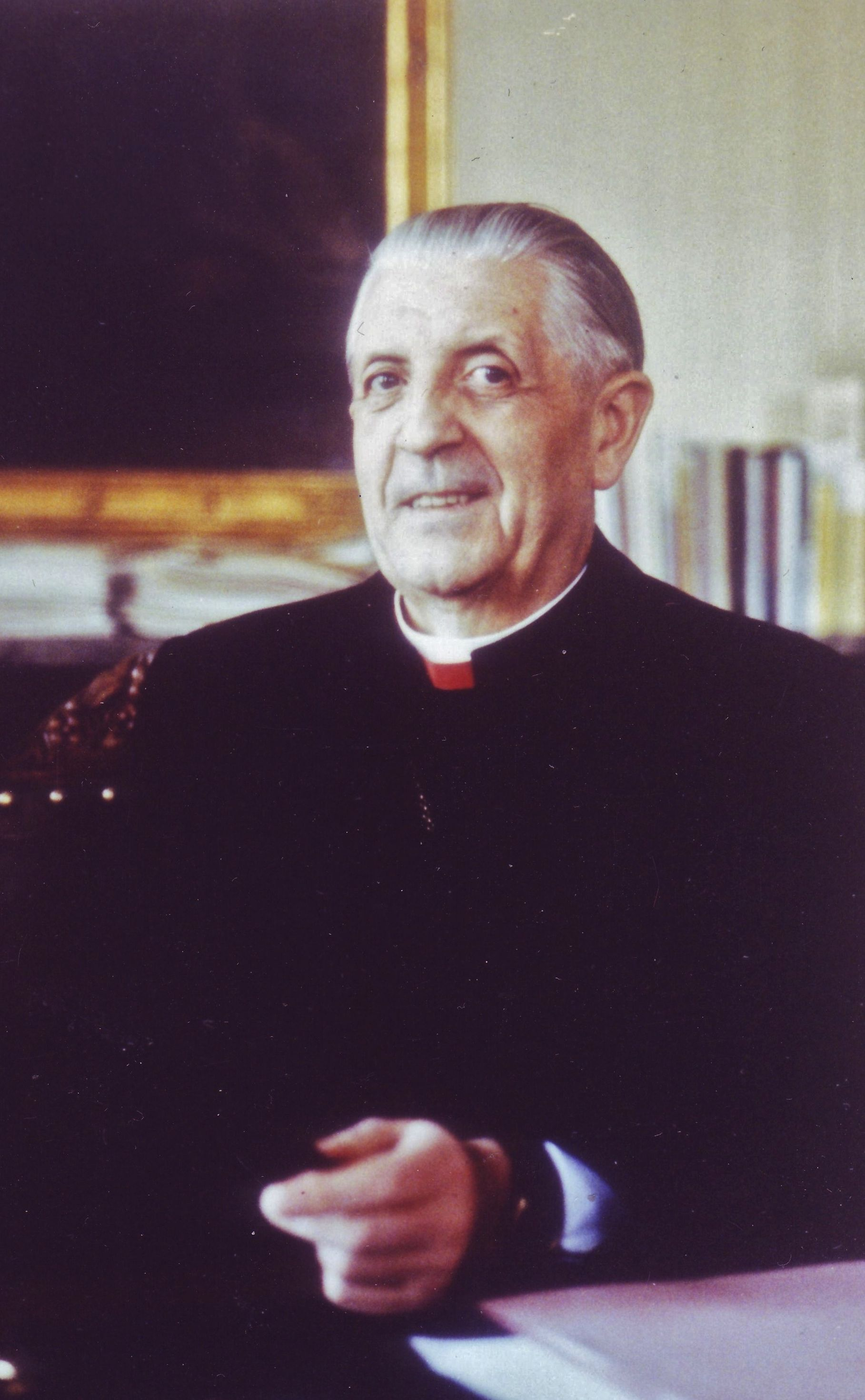
Kardinál Léon-Joseph Suenens

V Ústřední přípravné komisi se Döpfner kriticky vyjádřil k církevnímu schématu De ecclesia, které se zabývalo povahou církve v souvislosti s encyklikou Mystici Corporis papeže Pia XII. V rozporu s jeho významem pro celý koncil byly první části schématu projednány až na předposledním zasedání Ústřední komise v květnu 1962, což vyvolalo odpovídající nevoli. Na prvním zasedání koncilu kritizoval církevní schéma, které vzniklo za ukvapených okolností. Již ve shrnutí z 28. listopadu 1962 pro registraci projevu o církevním schématu kritizoval jeho špatně organizovanou strukturu. Ve svém vystoupení na 32. generální kongregaci 3. prosince 1962 zdůraznil zásadní význam schématu, ale zároveň poukázal na slabiny textu. Na jeho vystoupení navázaly v debatě o De ecclesia intervence dalších kardinálů, jako byli Montini, Lercaro a Suenens, které se obsahově doplňovaly. Po zvolení papeže Pavla VI. pokračoval koncil v diskusi o církevním schématu De ecclesia, revidovaném podle odborného posudku Jedina a Hirschmanna. Döpfner se věnoval tématu biskupů a svěcení a také tématu trvalého diákonátu ženatých, které nastolil již v ústřední přípravné komisi a které považoval za nezbytné z důvodů nedostatku kněží. Koncil pokračoval v diskusi o novém církevním schématu De ecclesia.

#### O biskupech
V průběhu jednání koordinační komise  se opět vyslovil pro pokoncilní vypracování exhortací, instrukcí či směrnic. Předložil také De episcopis s oddíly o vztahu biskupů ke kurii, o pomocných biskupech a koadjutorech, o rezignaci biskupa a o biskupských konferencích, jakož i schéma De cura animarum. Ve funkci relátora měl na starosti schéma pro řeholní řády a také schémata De episcopis a De cura animarum. Po prvním zasedání Koordinační komise byla Döpfnerova biskupská schémata upravena komisí složenou z členů z Říma a okolí pod vedením předsedy Paola Marelly. Na druhém zasedání Döpfner ocenil četná vylepšení, která ve schématech provedla dílčí komise, a dohlížel na konečné revize. Během diskuse o biskupském schématu De episcopis v říjnu a listopadu 1963 se objevily pochybnosti o oprávněnosti pozice pomocného biskupa. Ve svém odpovídajícím vystoupení 11. listopadu 1963 nejprve uvedl, že místní církev může mít pouze jednoho pastýře, ale nevyloučil titulární biskupy bez vlastního stádce. Navrhl, aby pomocným biskupům byla svěřena například výchova duchovních, personální řízení a pastorační péče. Jmenováním pomocného biskupa generálním vikářem by se například mohlo zabránit postavení „sekundárního biskupa“. Toto byl poslední Döpfnerův projev na druhém zasedání.

#### Řeholníci
30. října 1963 hovořil o všeobecném povolání ke svatosti a řeholním povolání, a tedy také o třech evangelijních radách chudoby, čistoty a poslušnosti. Důležitými body tohoto vystoupení bylo, že evangelijní rady mají kromě asketického aspektu také soteriologický, ekleziologický a eschatologický význam a že řeholníci a řeholnice by neměli tvořit v církvi oddělenou část zjevně bez spojení s mystickým tělem.

#### Trvalí jáhnové

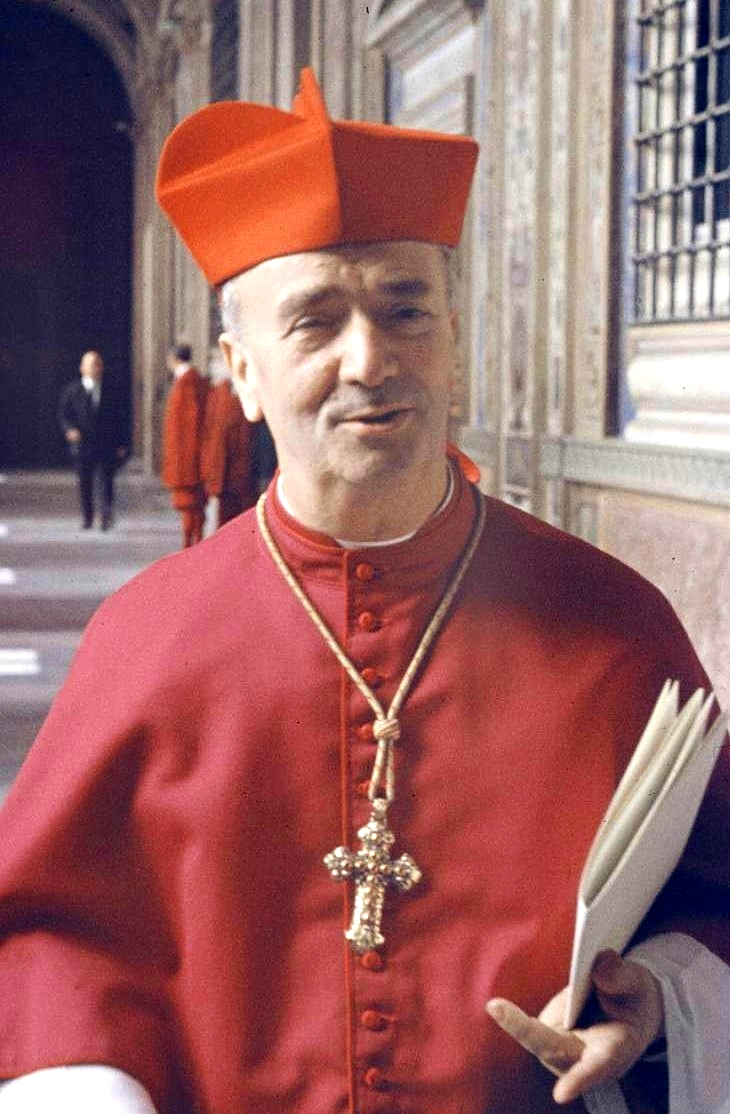
Döpfnerův oponent kardinál Alfredo Ottaviani v chórovém oděvu

Na třetím zasedání Ústřední přípravné komise argumentoval ve prospěch stálého diakonátu ženatých s ohledem na schéma De sacramento ordinis na základě odborného posudku Klause Mörsdorfa. V Koordinační komisi se Döpfnerovi podařilo dosáhnout významného dílčího úspěchu u svého oponenta Ottavianiho v otázce zavedení stálého diakonátu ženatých. Po zvolení papeže Pavla VI. se Döpfner v rámci církevního schématu De ecclesia vrátil k tématu trvalého diákonátu ženatých, který považoval za nezbytný kvůli nedostatku kněží. Podkladem mu byl odborný posudek Karla Rahnera, který již v roce 1962 vydal na toto téma široce uznávanou publikaci. Pro Rahnera měl diakonát stejně svátostný charakter jako biskupské svěcení a nebyl pouhým přechodným stupněm k biskupskému svěcení jako kněžské svěcení. Rahner nepovažoval celibát za ohrožený diakonátem, ačkoli ten by se neměl stát rovnocennou náhradou kněžství. Po několika opravách přijal Döpfner Rahnerovu argumentaci pro svou intervenci 7. října 1963. Rozhodujícím faktorem pro Döpfnerův postoj k tomuto tématu byl příklad jeho přítele ze studií Angermaiera, který se navzdory své vhodnosti nemohl stát knězem kvůli svému manželství.

#### Doplnění mariánské kapitoly
V koordinační komisi v září 1964 mimo jiné navrhl doplnit schéma De ecclesia o kapitolu o Panně Marii. V diskusi o schématu o kléru se rovněž postavil proti příliš rozsáhlému a časově náročnému vypracování. Na začátku třetího zasedání v září 1964 bylo možné doplnění mariánské kapitoly do církevního schématu výbušným tématem. Na 81. generální kongregaci 16. září 1964 se přidržel Rahnerova návrhu pouze se dvěma odchylkami, podle nichž za prvé měla být role Mariina nahlížena více z pohledu mystického těla, za druhé mělo být Písmo svaté zřetelněji posuzováno z ekumenického hlediska, za třetí měl být v části o Starém zákoně použit biblický obraz Panny Marie jako izraelské dívky, za čtvrté mělo být zabráněno marginalizaci Kristova vtělení v lůno Panny Marie a za páté měla být Panna Maria vnímána jako věřící i jako poutnice.

#### Schéma zjeveníDe fontibus relevationis
V Ústřední přípravné komisi 10. listopadu 1961 se v souvislosti se schématem zjevení De fontibus relevationis – na základě Schmausova odborného posudku – vyslovil pro to, aby nebylo opomíjeno Písmo svaté a zejména exegeze jako zdroj zjevení. Ještě kontroverznější než liturgické schéma bylo kontroverzní schéma zjevení, které bylo projednáváno v Ústřední přípravné komisi již během prvního zasedání koncilu. Joseph Ratzinger a Karl Rahner doporučili jeho zamítnutí a byli pověřeni vypracováním nového návrhu. Úspěšně poukázal na to, že v případě polovičatého schématu by bylo lepší jej odmítnout a dosáhnout konsensuálního výsledku s novým východiskem. Po jistých zmatcích hlasování 20. listopadu 1962 nepřineslo dvoutřetinovou většinu pro opuštění schématu, a tak papež Jan XXIII. pověřil smíšenou komisi v čele s kardinály Beou a Ottavianim, aby schéma přepracovala. Při znovuotevření diskuse o schématu zjevení dospěl Ratzinger k závěru, že vzhledem k chápání zjevení ve schématu je otázka, zda Písmo svaté obsahuje vše potřebné ke spáse, zastaralá. Na 91. všeobecném shromáždění 30. září 1964 Döpfner pochválil nové schéma, které nyní jasněji vysvětluje povahu zjevení, a oznámil svůj záměr předložit další návrhy na zlepšení písemně.

#### Gaudium et spes
Zvláště blízká mu byla práce na pastorální konstituci Gaudium et spes, která se zabývala vztahem církve ke světu. V osnově zdůraznil význam dialogu církve se světem. Podle Döpfnera měla církev symbolický charakter i pro oblasti života, které s církví přímo nesouvisely. Na 105. všeobecném shromáždění 20. října 1964 požádal o více času na práci na dobrém přístupu k šabloně. Na začátku čtvrtého koncilního období se jednalo o schématu Gaudium et spes, jehož vypracování, a tedy i schéma samotné, se vyznačovalo nedostatkem času. Koncilní otcové byli v podstatě spokojeni s vylepšením Gaudium et spes oproti třetímu zasedání, ale celkově zůstali skeptičtí kvůli potřebě schéma vylepšit. Döpfner žádal, aby nebyla přehlížena novost textu. Gilles Routhier později popsal rozdílné hodnocení schématu německými a francouzskými biskupy. Podle Klause Wittstadta bylo Döpfnerovou velkou zásluhou, že rozptýlil počáteční výhrady biskupů k pastorální konstituci. Stephan Mokry v této souvislosti považuje za velkou Döpfnerovu zásluhu, že zdůraznil charakter nového začátku v Gaudium et spes a snažil o to, aby se zde objevily nové myšlenky.

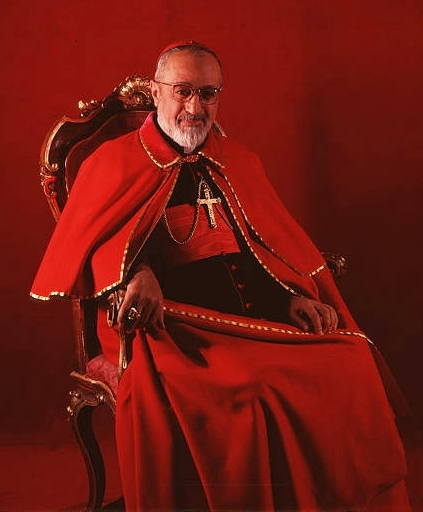
Kardinál Krikor Bédros XV. Agagianian

### Po koncilu
Dne 10. prosince 1965 – dva dny po skončení koncilu a den po návratu do Mnichova – uspořádal tiskovou konferenci, na níž se ke koncilu podrobně vyjádřil.
V září 1977 byly v bazilice svatého Petra slavnostně otevřeny nové bronzové dveře, které navrhl umělec Luciano Minguzzi. Část dveří byla věnována Druhému vatikánskému koncilu a zobrazovala jeho čtyři moderátory: Krikora Bedrose XV. Agagianiana, Julia Döpfnera, Giacoma Lercaro a Léona-Josepha Suenense, jakož i oba papeže Jana XXIII. a Pavla VI. Krátce po inauguraci byl panel se čtyřmi moderátory nahrazen – údajně z uměleckých důvodů – novým panelem ve stejném formátu se třemi moderátory. Přestože se vyobrazení nepodobalo jejich skutečným protějškům, další rysy naznačovaly, že Döpfnerovo vyobrazení bylo odstraněno. Zejména v Německu vyvolalo odstranění jednoho z hlavních moderátorů koncilu z panelu zděšení.

## Německá biskupská konference

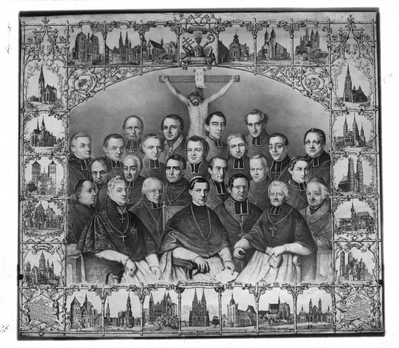
První konference německých biskupů ve Würzburgu v roce 1848. Litografie podle kreseb Georga Opela.

Po Druhém vatikánském koncilu byly po celém světě založeny biskupské konference. Během koncilu byl 2. prosince 1965 zvolen předsedou Německé biskupské konference, která vznikla z biskupské konference ve Fuldě, a jedenáct let jí předsedal (v letech 1965–1976). Stal se tak mluvčím katolické církve v Německu .Teolog Alois Brem popisuje biskupskou konferenci jako účinný nástroj pro řešení úkolů, které následovaly po koncilu, a to i díky samotnému Döpfnerovi. Nejdůležitějším cílem biskupské konference bylo zřízení patnácti biskupských komisí. Převzal předsednictví pastorační komise a hlavní komise. Kněžské a pastorační úřady i laické komise, o nichž bylo rozhodnuto na koncilu, se brzy začaly realizovat. Za jeho působení se nyní po každé biskupské konferenci pořádala také tisková konference. Ve funkci předsedy konference bylo Döpfnerovi blízké provádění usnesení Rady. Proto také pastýřský list fuldské konference z roku 1966 zformoval Döpfner. Na biskupské konferenci ve Fuldě v září 1967 se Döpfner zabýval také důsledky koncilu. Proto na tiskové konferenci 23. září 1967 řekl, že církev nemůže hlásat víru, pokud se nepostaví čelem k problémům lidí.
V roce 1968 vydal papež Pavel VI. encykliku Humanae vitae. V ní se vyslovil proti antikoncepci – překvapivě proti většinovému rozhodnutí kardinálů. Německá biskupská konference na mimořádném plenárním zasedání koncem srpna 1968 přijala „Königsteinskou deklaraci“ a encykliku pochválila, ale zároveň vyzvala k respektování svědomí jednotlivců a manželských párů. Jak účastníci konference v té době opakovaně zdůrazňovali, deklaraci do značné míry formoval Döpfner. Měl pak příležitost osobně vysvětlit „Königsteinskou deklaraci“ papeži Pavlu VI.; papež kardinálovi zachoval přízeň. I po vydání „Königsteinské deklarace“ se Döpfner k paragrafu 218 vyjádřil tak, že vyzval církev, aby dávala odpuštění v Ježíšově duchu; navíc by se rozvedení lidé měli v církvi cítit také bezpečně. Dne 3. května 1974 však vyjádřil svůj nesouhlas s nedávno přijatým konečném řešením a vyslovil se proti potratům. 

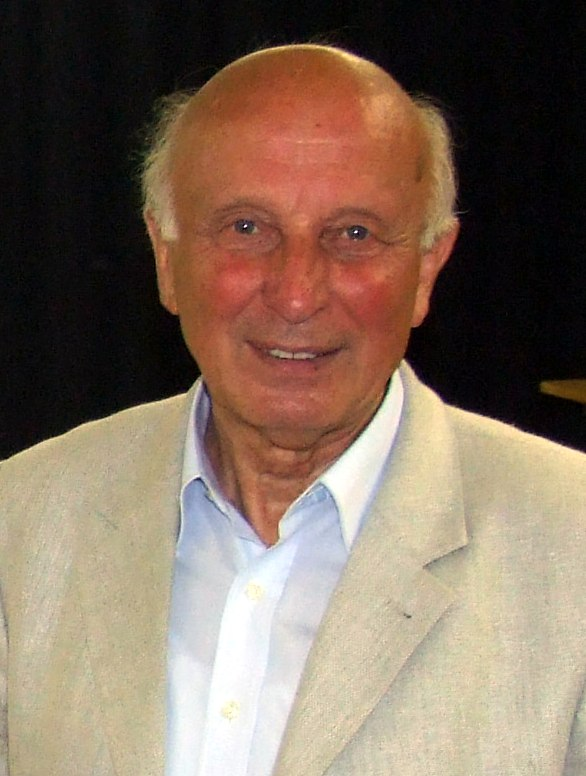
Hubertus Halbfas (2007)

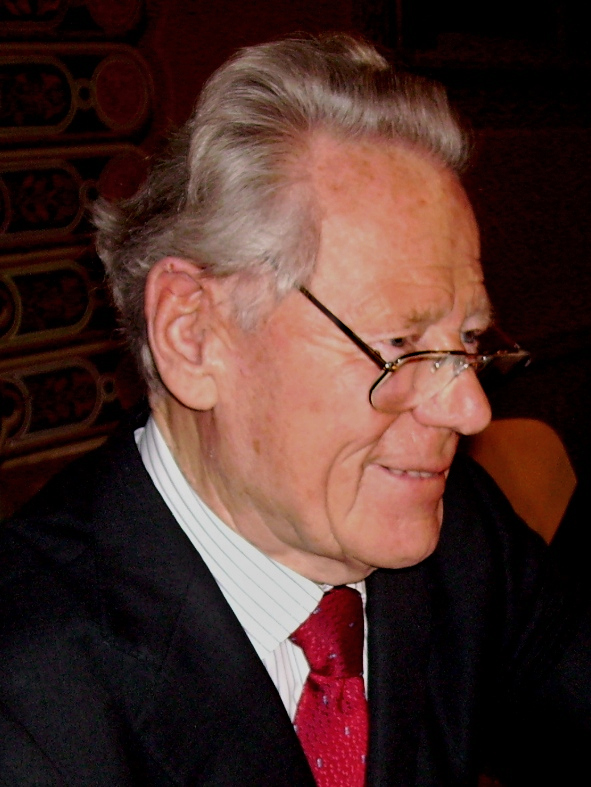
Hans Küng (2009)

Na jaře 1968 teolog Hubertus Halbfas ve své knize Fundamentalkatechetik požadoval, aby náboženská výchova nepředstavovala nárok na víru, ale aby interpretovala texty a dokumenty všech náboženství. Ačkoli se Döpfner ke knize stavěl kriticky, byl zpočátku opatrný. Teprve když se začaly množit protesty, Německá biskupská konference odebrala Halbfasovi veškeré církevní pověření k výuce. V roce 1971 však Döpfner úspěšně intervenoval u rozhodující Kongregace pro nauku víry v Římě ve prospěch teologa Hanse Künga, kterému hrozilo odebrání učitelské licence. Jako předseda Německé biskupské konference Döpfner v čestném prohlášení pro Künga prohlásil, že jeho kritika doktríny nemá nic společného s jeho bezúhonností jako kněze a křesťana. Döpfner se snažil – také v duchu koncilu – udržovat dobré vztahy mezi církví a státem, a tedy i se spolkovým kancléřem Willym Brandtem a jeho nástupcem Helmutem Schmidtem. Döpfner například 13. února 1975 vzdal hold také Německému odborovému svazu; jak svaz, tak církev chtěly sloužit lidem – i když různými způsoby. Katolický sjezd v Essenu ve dnech 4. – 8. září 1968 byl rovněž poznamenán nepokoji studentské revolty; Döpfner nicméně zůstal sebevědomý.
V letech 1967–1974 se Döpfner pravidelně účastnil římských biskupských synod svolaných papežem Pavlem VI. a zásadně přispěl k tématům, jako jsou reformy kanonického práva a liturgie, smíšená manželství mezi katolíky a protestanty či otázka evangelizace. Na druhé řádné biskupské synodě na podzim 1971 navrhl požádat papeže, aby mimo jiné umožnil otázku, zda by ženatí muži měli být za určitých podmínek vysvěceni na kněze. Německá biskupská konference se v roce 1969 ve Fuldě rozhodla zřídit přípravnou komisi pro společnou synodu, jejímž obsahem měly být podle Döpfnera „úvahy o podpoře bratrství a solidarity v církvi.“ V roce 1971 musel být církevní časopis Publik zastaven. Zřejmě nesplňoval požadavek, který Döpfner vyslovil na podzimním valném shromáždění v roce 1969, že časopis by měl přispívat k integraci. Jak 15. listopadu 1971 oficiálně prohlásila Německá biskupská konference, časopis nenašel očekávaný trh čtenářů.
Nuncius Corrado Bafile 26. srpna 1973 požadoval, aby byl limburský biskup Wilhelm Kempf, který požadoval kněžské svěcení ženatých mužů, nahrazen v čele své diecéze apoštolským administrátorem. Podle zprávy Frankfurter Allgemeine Zeitung z 3. října 1973 o obsahu dopisu prohlásila nunciatura spolu s Německou biskupskou konferencí návrhy za neplatné, neboť nuncius po odeslání dopisu souhlasil s názorem Döpfnera, že je třeba tuto záležitost vyjasnit společně s Kempfem. V říjnu 1973 Německá biskupská konference prohlásila, že chce celou záležitost urovnat a pokusit se najít řešení. Také papež Pavel VI. povzbudil biskupa, aby nadále vedl svou diecézi. Döpfner byl rozhodně pro zachování jednoty církve navzdory rozdělení Německa. Když Agostino Casaroli, sekretář Rady pro veřejné záležitosti církve v kurii, obešel západoněmecké biskupy a jednal s vedením NDR o možnosti (částečného) oddělení částí jurisdikcí nacházejících se v NDR, Döpfner se v roce 1976 postavil Casarolimu. Casaroli však Döpfnerovi lhal: „Žádná jednání neprobíhají.“ Tato lež Döpfnera velmi ranila a zatížila. Při soukromé audienci řekl papeži Pavlu VI: „K čemu jsou všechny ty řeči o kolegialitě, když mi vaši nejbližší kolegové lžou?“

## Würzburská synoda
V 60. letech 20. století vedly k radikální změně mimo jiné studentské revolty a změna hodnot ve společnosti. Na mimořádné biskupské konferenci, kterou svolal Döpfner v prosinci 1968, přibyla témata jako konflikt kolem Huberta Halbfase a omezování svobody získané po koncilu cenzurními opatřeními. Výsledkem konference bylo prohlášení o problémech víry, jehož cílem bylo seznámit lidi s novými způsoby účasti. Kromě přizpůsobení se duchu doby byl za nezbytný považován také odpor proti statu quo. Aby se vyjasnila role církve, rozhodlo plenární zasedání Německé biskupské konference v únoru 1969 o svolání pastorační synody. S myšlenkou svolat synodu přišli účastníci Katolického dne na podzim 1968, kteří nebyli zastoupeni žádnou oficiální institucí. Würzburská synoda začala ustavujícím zasedáním ve dnech 3. – 5. ledna 1971 ve würzburské katedrále a v duchu koncilu se měla zabývat otázkami, jako jsou autorita a demokracie v církvi, smíšená manželství, náboženské vzdělávání, celibát, kněžství, pomoc rozvoji a kontrola porodnosti.
Döpfner označil za základy synody pokoru, mírnost a trpělivost. Cílem synody mělo být pastorační působení a otevření cest k realizaci prohlášení koncilu; v této souvislosti se synoda měla stát „duchovní událostí“. Mezi další cíle patřil ekumenismus a realizace „Aggiornamenta“ papeže Jana XXIII. U příležitosti 30. výročí konce druhé světové války se Döpfner věnoval utrpení, které Německu a světu přinesl nacionální socialismus. Doufal v úspěšná jednání s ostatními zeměmi, aby se mohlo pomoci obětem nacionálního socialismu, které v nich žijí. Pod dojmem svého působení ve Würzburgu a zejména v Berlíně se Döpfner zabýval situací v NDR. Litoval také toho, co vnímal jako úpadek hodnot ve společnosti, a v této souvislosti hovořil o ochraně nenarozeného života i manželství a rodiny. Vyjádřil také obavy, že hrozí, že integrace zahraničních pracovníků nebude realizována. V souvislosti s 25. výročím vyhlášení Základního zákona vyjádřil obavy z rovných příležitostí ve vzdělávání, z práv velkých rodin a menšin a z přeceňování úspěchu nad lidskou důstojností. Impulzy synody, které Döpfner zmínil, byly: „Přibližujte se k sobě navzájem“, „Mluvte spolu a mluvte spolu“ a „Svědčte o duchu Ježíše Krista a podle toho jednejte“. 21. července 1976 – tři dny před svou smrtí – napsal Döpfner v předmluvě k úplnému vydání synodních usnesení, které bylo vydáno na jeho počest, že skutečná práce na realizaci usnesení teprve přijde. Při zpětném pohledu na Döpfnerovu nezastupitelnou roli si ho vážil zejména otec Karl Rahner. Viceprezident Bernhard Servatius ocenil jeho neúnavnou pracovní morálku, otevřený přístup k médiím, cílevědomou, obecně srozumitelnou a konflikty zmírňující komunikaci i jeho dolnofrancký humor.

## Arcibiskup mnichovský a freisingský (1961–1976)

Erb kardinála jako mnichovského a freisingského arcibiskupa

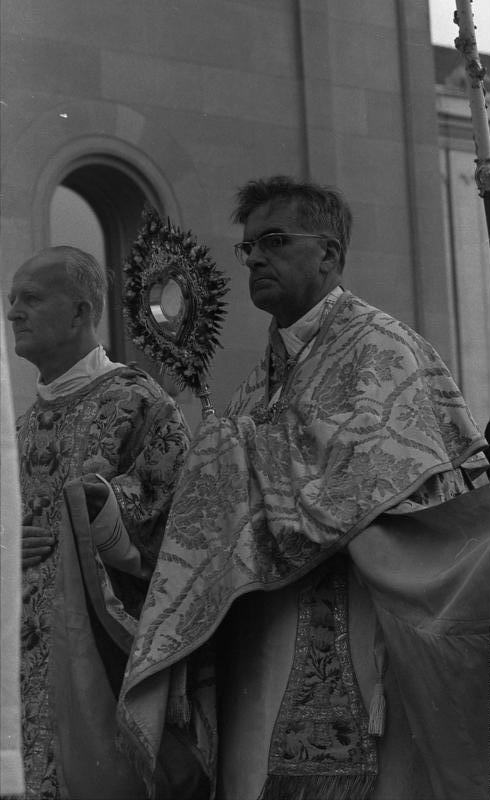
Kardinál Döpfner při procesí Božího těla v Mnichově v roce 1971

### Pastorační a sociální práce
Dne 3. července 1961 byl Döpfner jmenován arcibiskupem mnichovským a freisingským. Díky svému působivému vedení v Berlíně byl brzy považován za nástupce svého předchůdce kardinála Josepha Wendela, který zemřel 31. prosince 1960; nuncius Corrado Bafile ho intronizoval 30. září 1961. Po nástupu do úřadu 1. října 1961 se Döpfner stal také předsedou Bavorské biskupské konference. Stejně jako ve svých dvou předchozích diecézích vyhledával Döpfner – nyní již také pod vlivem koncilu – osobní kontakt se svými kněžími a věřícími, jak potvrdil pomocný biskup Ernst Tewes. Döpfner byl znepokojen trendem stárnutí kléru a nedostatkem mladých kněží, který se již tehdy projevoval. Zejména v letech 1968/69 se stále častěji objevovaly žádosti o laicizaci kněží. V roce 1970 vyzvala „mnichovská akční skupina“ kněží Döpfnera k zproštění kněží celibátu. Döpfner ve svém prohlášení z února 1970 označil celibát za důležitou základní myšlenku Nového zákona; odmítl, že by celibát byl podmínkou kladenou na kněze. V takovém případě by měl dotyčný kněz učinit jasné rozhodnutí. Zároveň varoval před polarizací církve, k níž v tomto případě opět došlo.
Navzdory všem obtížím Döpfner udržoval kontakt se svými kněžími a pomáhal také laicizovaným kněžím při hledání nových profesních příležitostí. Kromě toho na začátku roku 1965 uspořádal v různých městech celkem jedenáct kněžských dnů, na kterých kněžím vysvětloval, jak mají vykonávat bohoslužbu podle pokynů koncilu. Ve svých okružních dopisech kněžím Döpfner znovu zdůrazňoval význam koncilu a vroucí touhu po obnově ve smyslu „Ecclesia semper reformanda“. Kněžské povolání vnímal jako pomáhající službu. Svůj poslední dopis kněžím své arcidiecéze napsal během Svatého týdne 1976.

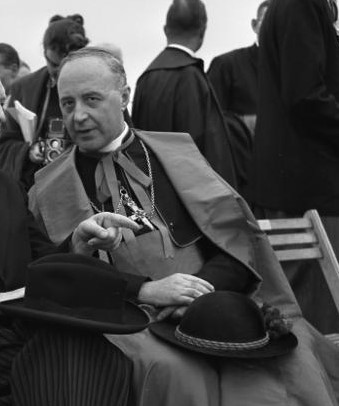
Döpfnerův předchůdce v úřadu arcibiskupa mnichovského a freisingského kardinál Joseph Wendel

Kromě již zmíněných kněžských dnů přijal Döpfner další opatření k realizaci ustanovení koncilu, jako např. zavedení děkanátního statutu (1967), využívání laiků jako pomocníků při přijímání (1965), novou územní organizaci církve (1970–1971), využívání teologicky vzdělaných laiků jako pastoračních asistentů (1971) a novou úpravu přípravy na biřmování s využitím laiků. Za účelem přehlednější organizace pastorace došlo v letech 1961–1976 k obrovskému rozšíření farností. Döpfner rozdělil svou arcidiecézi na tři oblasti: Mnichov, Sever a Jih s biskupskými vikáři pomocným biskupem Ernstem Tewesem (mnichovská oblast), pomocným biskupem Johannesem Neuhäuslerem (severní oblast) a pomocným biskupem Matthiasem Defreggerem (jižní oblast). V roce 1968 nahradil pomocné biskupy Neuhäuslera a Defreggera ve funkci generálního vikáře Gerhard Gruber. Po Mnichovu a okolí byly v roce 1973 reorganizovány i ostatní děkanáty arcidiecéze. Döpfner dokončil výstavbu Katolické akademie v Bavorsku (Katholische Akademie in Bayern), ale kvůli nedostatku studentů musel seminář umístit do provizorních prostor, což vyvolalo kontroverze.

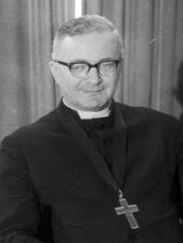
Hermann Dietzfelbinger na generálním synodu Sjednocené evangelicko-luterské církve Německa (Vereinigte Evangelisch-Lutherische Kirche Deutschlands) v Kielu v roce 1965

Stejně jako v Berlíně s biskupem Otto Dibeliusem navázal Döpfner po zkušenostech z „ochsenfurtského případu“ dobré vztahy také s mnichovským evangelickým biskupem Hermannem Dietzfelbingerem. To se projevilo například ve střídání ekumenických bohoslužeb v katolickém a protestantském kostele nebo ve spolupráci na tématech, jako byla reorganizace bavorského školství. Ve svých pamětech věnoval Dietzfelbinger katolickému kolegovi samostatnou kapitolu a později vyjádřil smutek nad Döpfnerovou smrtí.
Döpfner nebyl příznivcem církevních škol pro křesťanskou výchovu dětí. V roce 1967 uspořádaly SPD a CSU v Bavorsku dvě referenda o zavedení křesťanské obecné školy. Döpfner byl pro plán CSU.Výsledkem bylo zrušení státních církevních škol a společné vyučování dětí všech vyznání od školního roku 1969/1970. Katolické školy byly k dispozici pouze jako samostatné školy.
Stejně jako v Berlíně se Döpfner snažil udržovat dobré vztahy s mnichovskými Židy. To se projevilo například v jeho blahopřejném dopise u příležitosti židovského Nového roku 1971. Na jedné straně řešil názorové rozdíly uvolněně a otevřeně, když například Heinz Meier, předseda Židovské obce v Bavorsku, protestoval při zahájení pašijových her v Oberammergau v roce 1970. Döpfner vysvětlil, že text pašijové hry sice potřebuje reformu, ale že není antisemitský, a že se nechce nechat vystavit nátlaku. Na druhou stranu Döpfner vyjádřil zděšení nad útokem na domov důchodců židovské obce v Mnichově. Stejně jako ve Würzburgu a Berlíně Döpfner rozhodně odmítl antisemitismus, k němuž se veřejně vyjádřil v Berlíně v rozhlasovém projevu Wort für den Tag (Slovo na den) v lednu 1960. Byla mu blízká i myšlenka Caritas, tedy charity vůči potřebným skupinám a menšinám. Ve stejném duchu chápal i způsob, jak myšlenku „Caritas“ začlenit do liturgie. Při děkovné bohoslužbě 2. května 1965 v kapli Kristových smrtelných úzkostí (Todesangst-Christi-Kapelle) v koncentračním táboře Dachau u příležitosti 20. výročí osvobození koncentračního tábora Döpfner prosil o poučení z minulosti. S tímto záměrem se 10. září zúčastnil v mnichovském salesiánském domě společné večeře s kněžími z koncentračních táborů a 20. května 1970 sloužil v Dachau bohoslužbu s polskými kněžími, kteří byli v táboře vězněni.

### „Případ Matthias Defregger“
Vydání časopisu Spiegel ze 7. července 1969 vyvolalo kontroverzní diskusi o Matthiasi Defreggerovi, kterého Döpfner vysvětil na pomocného biskupa. Döpfner na to téhož dne reagoval veřejným prohlášením. Jako důstojník za druhé světové války dorazil Defregger se svou divizí během ústupu 7. června do italské vesnice Filetto. Po zavraždění čtyř vojáků civilisty nařídil velitel zastřelit všechny mužské obyvatele vesnice. Defregger se proti rozkazu okamžitě ohradil s odkazem na Haagské úmluvy a s protinávrhy. Teprve poté, co jeho snahy selhaly, rozkaz předal, ale na jeho provedení se nepodílel. Poté, co velitel divize upozornil, že Defregger sám bude zastřelen, pokud rozkaz odmítne splnit, pokusil se z vlastní iniciativy rozkaz zmírnit a zachránit co nejvíce mužů. Rozhodnutím ze dne 16. září 1970 ukončil státní zástupce Mnichov I vyšetřování proti Defreggerovi.
Sám Döpfner zdůraznil, že Defregger byl nucen k těžkému rozhodnutí svědomí a nikdy se z břemene svědomí nevymanil. Přesto by ho Döpfner nikdy nenavrhl za pomocného biskupa, kdyby si byl vědom možných veřejných dopadů. Ve snaze o mediaci navázal Döpfner také kontakt s občany Filetta. V prohlášení ze 17. září 1970 k ukončení vyšetřování vyjádřil Döpfner spokojenost s výsledkem řízení. Döpfner si byl vědom své povinnosti chránit nevinné životy a udělal vše, co bylo možné, i s nasazením vlastního života. Döpfner s těžkým srdcem přijal Defreggerovo rozhodnutí nepokračovat ve funkci zemského biskupa. 

### Obvinění z nesprávného postupu při řešení případů zneužívání
Odborná zpráva, kterou 20. ledna 2022 zveřejnila mnichovská advokátní kancelář Westpfahl Spilker Wastl a která se zabývá řešením případů sexuálního násilí na nezletilých v arcidiecézi v letech 1945–2019, dokládá případy 34 duchovních z doby Döpfnerova působení a ve 14 případech Döpfnera obviňuje z pochybení. Odborná zpráva dokumentuje opakované krytí, nečinnost a nedostatečnou péči o oběti v daných případech, jakož i opětovné dosazení pachatelů zneužívání do pastorační služby i po odsouzení v trestním řízení. Odborníci dospěli k závěru, že „řešení případů za – zčásti rozhodujícího – zapojení tehdejšího arcibiskupa kardinála Döpfnera [...] se v několika a rozhodujících ohledech negativně odchýlilo od řešení jeho předchůdce v úřadu“.

## Smrt

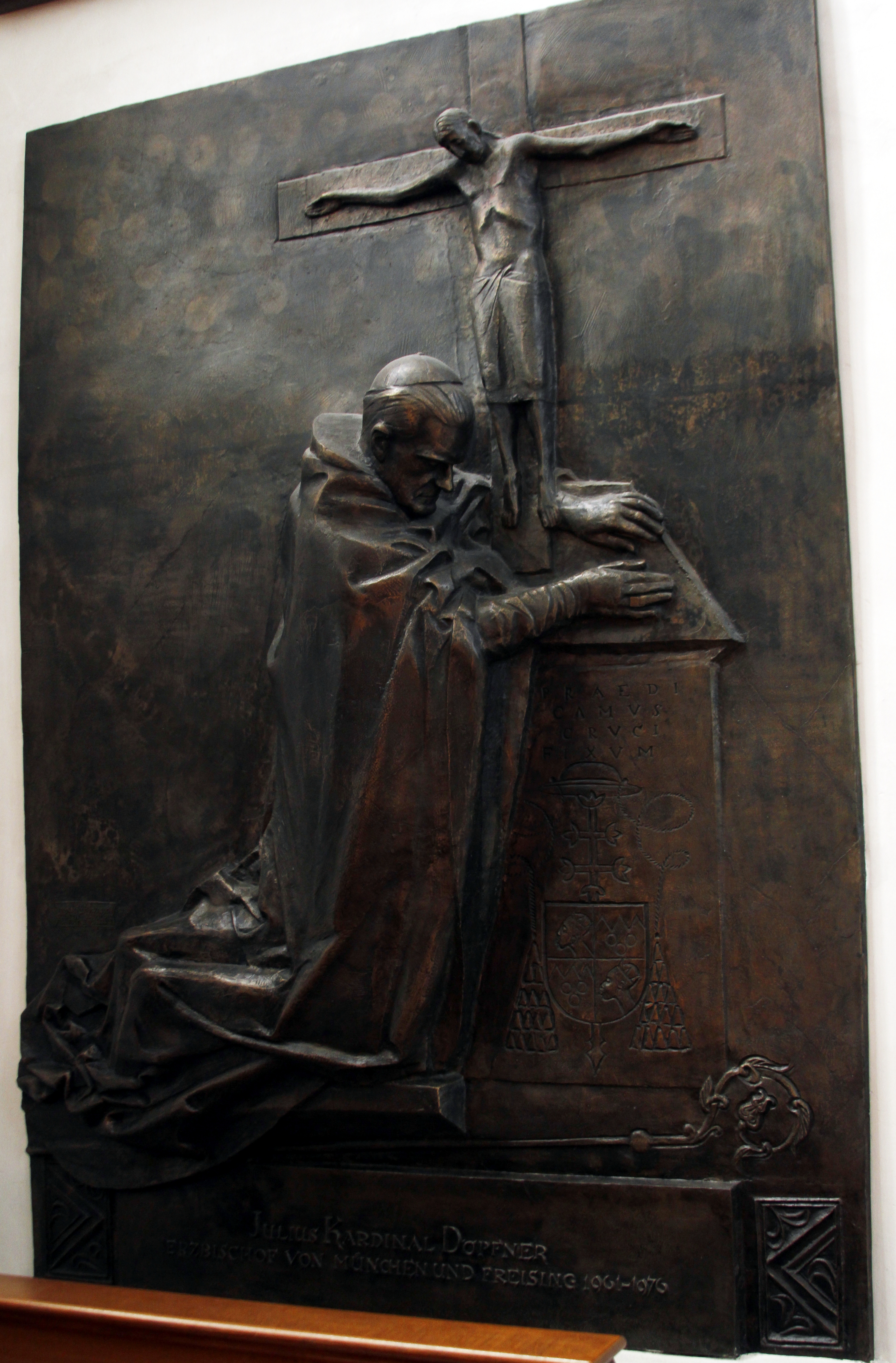
Kenotaf v mnichovské katedrále Panny Marie (Liebfrauendom)

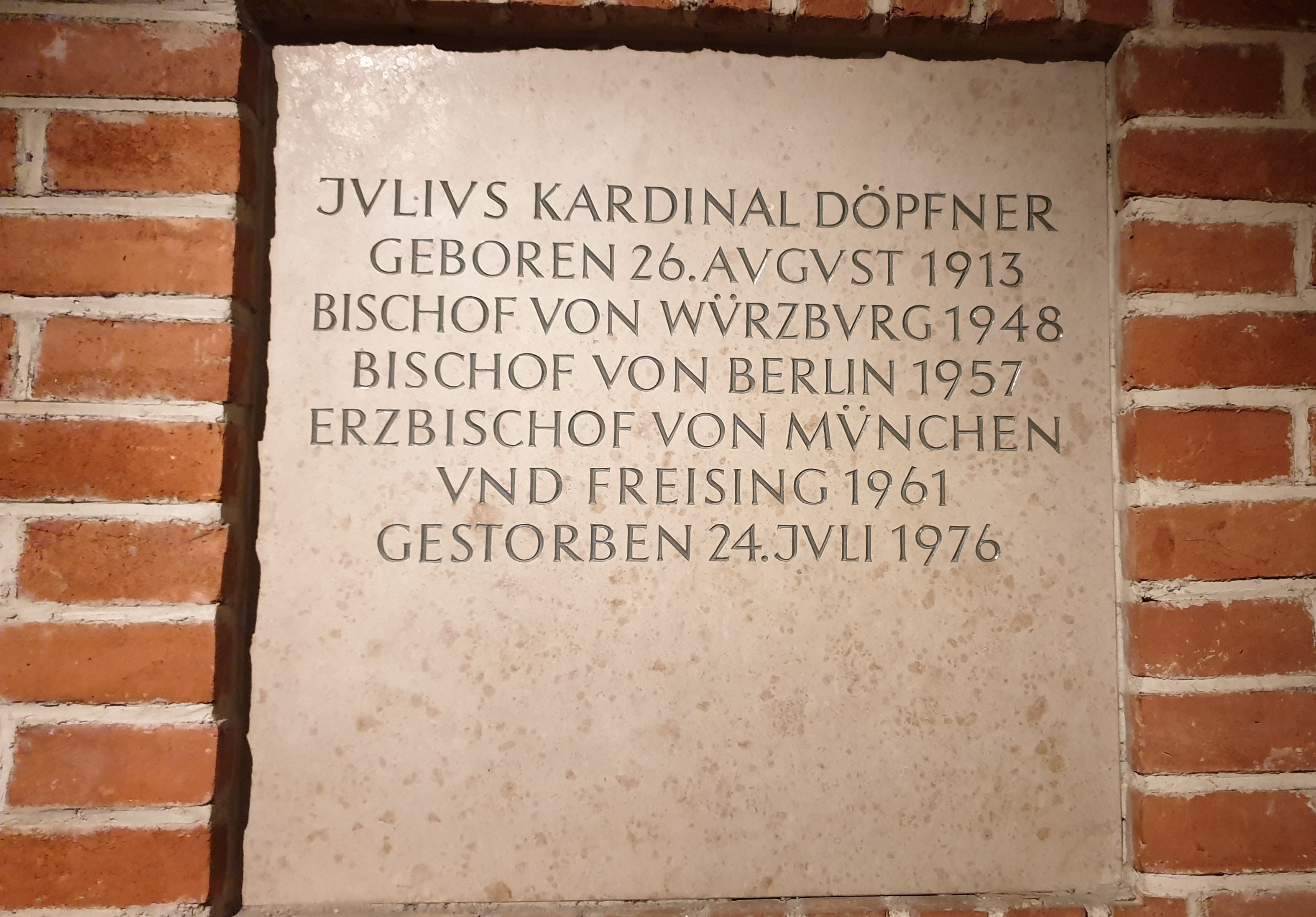
Náhrobní deska v kryptě mnichovské katedrály Panny Marie

Během své práce byl velmi pracovně vytížen, včetně návštěv různých konferencí, domovů důchodců, domovů pro seniory a věznic, jakož i svěcení kostelů, svěcení oltářů a poutí. Na každou schůzku se pečlivě připravoval; dával si také záležet na tom, aby měl přehled o politickém a vědeckém vývoji. Několikrát ročně také cestoval do zahraničí, což pro něj nebylo vždy snadné. Nároky spojené se závazky, jako byl například Druhý vatikánský koncil, byly obzvláště vysoké. Zlom nastal v listopadu 1969, kdy byl několik týdnů hospitalizován kvůli srdeční arytmii. Další zdravotní omezení zahrnovala několikatýdenní pobyt v lázních od února 1970, operace na konci listopadu 1971 (chirurgický zákrok), na konci února 1972 (absces) a 23. června 1973 (zánět v oblasti střev). Döpfner se v těchto letech snažil nedat najevo svůj špatný zdravotní stav. Den před svou smrtí natočil Döpfner díl pořadu Das Wort zum Sonntag na téma „Setkání s Bohem“, který byl odvysílán 7. srpna 1976. Jeho posledním oficiálním aktem bylo požehnání nově postaveného Fürstenriedského západního gymnázia (Gymnasium Fürstenried) v Mnichově 23. července.
Dne 24. července 1976 plánoval spolu s pomocným biskupem Ernstem Tewesem cestu do Švýcarska. Po několika namáhavých schůzkách Döpfner požádal, aby mu bylo umožněno vykonat důležitou práci. Ráno 24. července 1976 byl sekretář Erwin Obermeier informován vrchní sestrou, že se Döpfner necítí dobře; okamžitě kardinálovi udělil pomazání nemocných. Pohotovostní lékař se marně pokoušel Döpfnera, který ležel na podlaze vrátnice, resuscitovat. Lékařská klinika Technické univerzity v Mnichově mohla pouze konstatovat, že zemřel na infarkt. Krátce před Döpfnerovou smrtí si sekretář Obermeier všiml, že je sotva schopen psát pravou rukou. Městský a okresní kurátor Werner Eberth sdílel Obermeierův úsudek, že Döpfnerův lékař nepoznal hrozící infarkt a léčil Döpfnera nesprávně, když mu předepsal pouze gymnastiku.
Byl pohřben 29. července 1976 v kryptě mnichovského Liebfrauendomu. Zádušní mši celebroval kardinál Joseph Höffner a kázal kardinál Hermann Volk. Následný pohřeb v kryptě katedrály provedl kapitulní vikář pomocný biskup Ernst Tewes.
Sám ve své závěti, která byla z velké části sepsána v roce 1954, určil za místo svého pohřbu Liebfrauendom. Arcibiskupský stolec ustanovil svým univerzálním dědicem a požádal svou rodinu, aby pochopila, že je v první řadě oddán církvi. Toto jeho přání přijala jeho rodina s pochopením. Zaměstnancům, šoférovi a domácímu personálu byly odkázány památky. Vykonavatelem své závěti jmenoval bývalého zemského biskupa Matthiase Defreggera. Ten však zřejmě nedostatečně splnil svou zákonnou povinnost sepsat soupis pozůstalosti a zaznamenat, komu které předměty z Döpfnerovy pozůstalosti rozdělil. Hausenskému faráři Georgu Hirschbrichovi se podařilo s Defreggerem vyjednat, aby alespoň některé předměty, jako například Döpfnerův expresionistický krucifix, skončily ve farnosti. Hirschbrich pak v roce 2001 zřídil v bývalém klášteře Hausen Muzeum kardinála Döpfnera.
Mezi další předměty, které se do Hausenu vrátily, patřila i biskupská berla vyrobená würzburským zlatníkem Josefem Ambergerem s vyobrazením místních pramenů v erbu, kterou mu jeho domovská farnost věnovala u příležitosti jeho jmenování würzburským biskupem v roce 1948. Oficiální Döpfnerova berla, kterou si objednala würzburská diecéze, byla rovněž vyrobena Josefem Ambergerem a v erbu jsou na ní vyobrazeni franští apoštolové Kilián, Kolonat a Totnan.

## Pocty
- Čestný doktorát Katolické teologické fakulty Univerzity ve Würzburgu (23. července 1973)
- Čestný doktorát Katolické teologické fakulty Mnichovské univerzity (12. října 1973)
- Jeho jménem bylo pojmenováno vzdělávací centrum na Dombergu ve Freisingu: Kardinal-Döpfner-Haus.
- Julius Döpfner byl jmenován čestným velkopřevorem německého rytířského řádu Božího hrobu v Jeruzalémě.[262]
- U příležitosti 100. výročí vydala společnost Deutsche Post AG první den vydání, 8. srpna 2013, speciální poštovní známku v hodnotě 58 eurocentů. Autory návrhu jsou grafici Iris Utikalová a Michael Gais z Kolína nad Rýnem.
- Kardinal-Döpfner-Platz, adresa biskupského paláce ve Würzburgu, je pojmenována po Juliu Döpfnerovi.

## Publikace
- Das Verhältnis von Natur und Übernatur bei John Henry Kardinal Newmann. Rom 1945 (zugl. Diss. Pontif. Univ. Greg.).
- Deutscher Katholizismus und konziliare Erneuerung. Erfahrungen d. Bischofs in Würzburg, Berlin u. München. Würzburg 1965.
- Die Berliner Jahre. Julius Kardinal Döpfner als Bischof von Berlin 1957–1961. Berlin 1961.
- Die Mitte unseres Glaubens. Christologische Ansprachen. Erich Wewel Verlag, München, Freiburg i.Br. 1971.
- Die Zukunft des Glaubens. Kevelaer 1969.
- Konzilstagebücher, Briefe und Notizen zum Zweiten Vatikanischen Konzil. Bearb. v. Guido Treffler. Regensburg 2006.
- Reform als Wesenselement der Kirche. Überlegungen zum 2. Vatikanischen Konzil. Würzburg 1964.
- Weggefährte in bedrängter Zeit. Briefe an die Priester. Příprava vydání Ernst Tewes (ed). 4. vyd. München: Verlag St. Michaelsbund, 1986. ISBN 3920821009. (německy)